# Porzellanglockenspiel

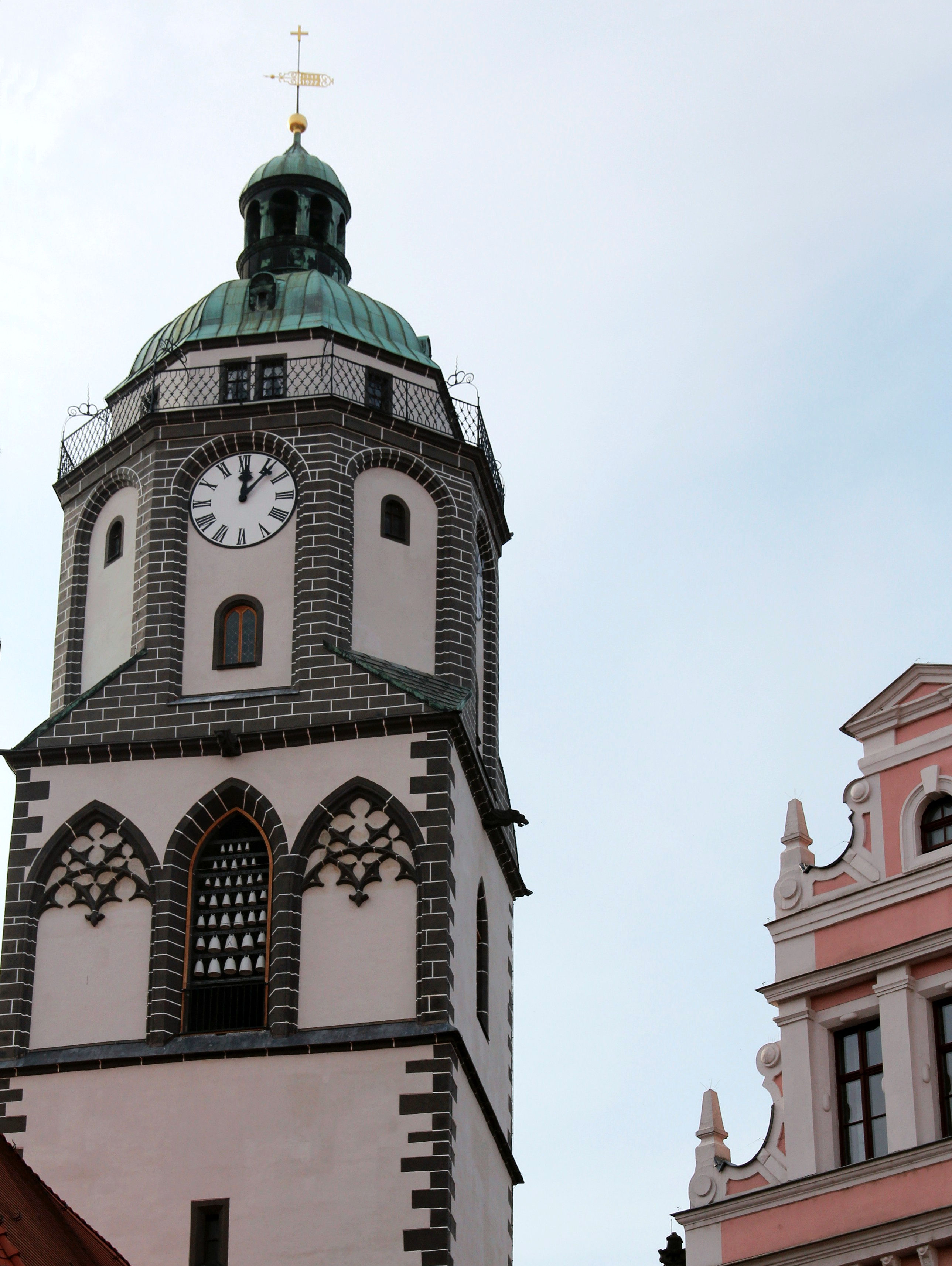
Turm der Frauenkirche in Meißen mit Porzellanglockenspiel

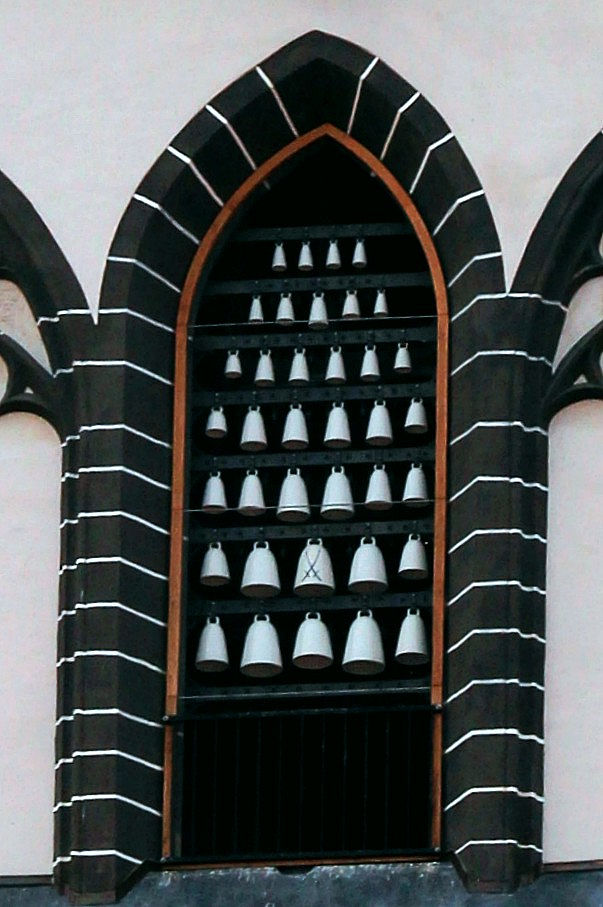
Detail des Porzellanglockenspiels im Turm der Frauenkirche in Meißen – das erste stimm- und spielbare Porzellanglockenspiel

Ein Porzellanglockenspiel ist ein Musikinstrument, bei dem mindestens sechs Glocken aus Porzellan üblicherweise von außen angeschlagen werden. Spielbare Instrumente gibt es seit 1737 und bisher nur aus Meißner Porzellan. Versuche anderer Manufakturen, derartige Glocken oder gar Glockenspiele aus Porzellan herzustellen, blieben bislang ohne Erfolg. Porzellanglockenspiele werden oft umgangssprachlich als Carillon bezeichnet, obwohl es sich um keine typischen Kirchenglocken aus Metall handelt. Zudem sind die Porzellanglocken starr aufgehängt und schwingen beim Spiel nicht aus. Dabei sind die Porzellanglocken klöppellose Glocken, die, wie schon erwähnt, meist von außen angeschlagen werden. Es gibt bisher nur zwei Ausnahmen: Beim nicht erhaltenen Spiel in Meerane wurden, und beim Spiel im finnischen Pyhäjärvi werden aus Platzgründen die Glocken von innen angeschlagen.
In Deutschland gibt es den größten Bestand an Porzellanglockenspielen weltweit, davon die meisten Spiele im Freistaat Sachsen. Im 18. Jahrhundert waren solche Spiele klangtechnisch noch mangelhaft und deren Herstellung wurde daher nicht weiterverfolgt. Nach Weiterentwicklungen des Modelleurs Emil Paul Börner konnten ab 1929 die Glocken gestimmt werden. Jede Glocke trägt innen das Signet der Manufaktur nebst Bezeichnung der jeweiligen Tonhöhe. Die blauen gekreuzten Kurschwerter der Epochen können innen oder auch außen angebracht sein; seit 1934 werden die Schwerter einheitlich geradlinig gemalt.

## Historisches
Die ersten Versuche, ein Glockenspiel aus Meißner Porzellan herzustellen, unternahm im Jahre 1731 der Modelleur der Porzellanmanufaktur Meißen Johann Joachim Kändler. Doch bereits 1712 berichtete Johann Friedrich Böttger seinem Landesherren August dem Starken, dass er neben vielen anderen Gegenständen aus Porzellan auch „Klocken–Spiehle“ herstellen könne. Entsprechende Versuche fanden aber nicht statt. Ein von Kändler 1737 entstandenes Glockenspiel war zwar spielbar, allerdings war eine direkte Abstimmung der Glockenkörper nicht möglich. Ursprünglich formte man die einzelnen Glocken noch in Schüssel-, Kummen- oder Becherform aus. Kändler bekam damals viel Kritik, denn er musste für das geplante Spiel mit 52 Glocken ca. 7800 Glocken drehen lassen. Das Ergebnis war nicht optimal, da die Glocken sich beim Brennen verzogen hatten. Außerdem waren die damalige Glockenform, die Wandstärke sowie der Anschlagschlagmechanismus noch nicht ausgereift und deshalb schwer beherrschbar, die Akustik des Spiels war eher unbefriedigend. Im Jahre 1740 schuf Kändler im Auftrag von Graf Heinrich von Brühl ein Tisch-Porzellanglockenspiel mit 48 Glocken in Schalen- und Becherform. Ein weiteres Glockenspiel entstand 1741. Dabei waren die Glocken bereits farblich dekoriert und trugen das Wappen der Gräfin Brühl-Kolowrat. Doch auch hier konnte man kein befriedigendes Klangergebnis erzielen. Nach weiteren missglückten Versuchen wurde die Herstellung von Porzellanglockenspielen, mit Ausnahme einzelner Tischglocken, eingestellt. Erst 1929 wurde das Problem gelöst.
Inzwischen hatte die Manufaktur Meißen eine Glockengrundform entwickelt, die mit verschiedenen Griffen ausgestattet werden konnte. Im Hinblick auf die Jahrtausendfeier der Stadt Meißen im Jahre 1929 erhielt Emil Paul Börner vom Generaldirektor der Manufaktur Meißen, Max Adolf Pfeiffer, bereits 1926 den Auftrag, die Versuche zur Herstellung von Porzellanglockenspielen wieder aufzunehmen. Ziel war es, ein derartiges Glockenspiel in den Turm der Frauenkirche (Meißen) einzubauen. Dabei hatte Börner mit dem ebenfalls in der Meißner Manufaktur tätigen Künstler Max Hermann Dietze einen besonderen Experten zur Seite, der Harmonielehre studiert hatte. Gemeinsam lösten sie die vielseitigen Probleme mit dem Material im Jahre 1927. Am 1. Juni 1929 erklang schließlich erstmals ein abgestimmtes Glockenspiel gegen 12 Uhr an der Meißner Frauenkirche.
Seit 1929 haben viele kleinere und auch größere Porzellanglockenspiele die Manufaktur in Meißen verlassen und werden zu unterschiedlichen Zwecken genutzt. Anlagen, die nur mit wenigen Porzellanglocken betrieben werden, stellen oft ein Bindeglied zwischen Porzellangeläuten und Porzellanglockenspielen dar. Dabei spielen Glockenanzahl und Tonumfang eine wichtige Rolle. So bestehen Porzellangeläute aus drei bis maximal fünf Glocken, die mit Hämmerchen über eine durch Elektromotor angetriebene Nockenwelle bewegt und angeschlagen werden. Diese Geläute aus Meißner Porzellan haben zwar meistens nur eine Signalfunktion, können aber durchaus auch als „Spiel“ bezeichnet werden. Ab sechs Glocken wird von einem Porzellanglockenspiel gesprochen.  Porzellanglocken zeichnen sich gegenüber Glocken aus anderen Materialien besonders durch einen vollen und weichen Klang aus. Inzwischen gibt es auch Glasglockenspiele, die sich allerdings von Porzellanglockenspielen erheblich unterscheiden.

## Herstellung und Stimmen der Glocken
Die weiße Porzellanmasse aus Kaolin, Quarz und Feldspat wird durch Druck mit den Händen des Porzellandrehers in die Form einer Glocke gebracht. Diese ähnelt meist der eines Zuckerhuts oder eines Bienenkorbes. Dabei entsteht aus freier Hand ein vorgeformter Hubel. Beim Walken und Formen (Massestoß) werden zeitgleich letzte Lufteinschlüsse entfernt. In einer Gipsform erhält die Glocke auf einer rotierenden Scheibe und mithilfe einer Schablone ihre erforderliche Wanddicke sowie die endgültige Gestalt. Wieder aus der Form, wird die Rohglocke mit einem Schwamm überglättet, damit die Glasur später besser haftet. Nun werden die vorgeformten Glockenhenkel mit einer wasserverdünnten Porzellanmasse angebracht. Die Rohglocke kommt nochmals für ca. eine Stunde in eine Gipsform, dabei wird ihr Feuchtigkeit entzogen.
In einer zweiten Variante der Herstellung wird die fertige Porzellanmasse direkt in die Gipsform gegossen. In beiden Fällen kommt nach dem Trocknen die Glocke in den Brennofen und muss zwei Brennprozesse bei 900 bis 1000 bzw. 1350 bis 1450 Grad Celsius durchlaufen: den „Glühbrand“ und den „Gutbrand“. Die Glocke muss dabei ohne Kern und Mantel freistehen und sich im Brennraum selbst tragen. Während des Brennens schmelzen die Flussmittel Quarz und Feldspat und verbinden sich mit dem gesinterten Kaolin. Nach dem ersten Brennvorgang bezeichnet man den Rohling als Scherben. Der einmal gebrannte Scherben wird in eine Glasurmasse getaucht, deren Zusammensetzung genau den Anteilen im Porzellan entspricht. Beim Sinterungsprozeß im „Gutbrand“ schwindet der Porzellanscherben in seiner geformten Größe um rund ein Siebentel, außerdem neigt die Masse zu Deformierungen.
Die einzelnen Glocken aus Hartporzellan mit glasierter Oberfläche werden in der Glockendreherei der Meißner Manufaktur in sieben Grundformen gefertigt und bilden einen Basissatz. Dabei hat die „Grundform 1“ ca. 15 Zentimeter Höhe und die „Grundform 7“ ca. 70 Zentimeter Höhe. Mit diesem Satz lässt sich, durch entsprechende Intonation, eine Tonleiter erzeugen. Porzellanglocken wiegen zwischen 300 Gramm und 3 Kilogramm. Die jeweilige Schwingdauer der einzelnen Porzellanglocke ist immer erst nach dem Brand feststellbar. Es gibt demnach „Langschwinger“ oder „Kurzschwinger“. Dieses ist gerade für ein mehrstimmig geplantes Spiel von Wichtigkeit. Es können von den Grundformen durch Abschneiden oder Abschleifen des Glockenrandes alle Zwischentöne hergestellt werden. Die Porzellanglockenspiele können mit ihrer Tonskala über vier Oktaven reichen. Im Intonationsraum der Manufaktur werden die Glocken durch Musiker einzeln gestimmt. Die Glocke wird an einem Probierständer hängend angeschlagen und der erklingende Ton als Anhaltspunkt genutzt, ob und wie viel Material noch vom Glockenrand ringförmig abgeschnitten oder abgeschliffen werden muss. Es kann bis zu zwei Ganztöne höher gestimmt werden. Anschließend erfolgt eine Feinabstimmung, bei der erneut durch Abschleifen von hundertstel Millimetern am Glockenrand die erforderliche Schwingungszahl erreicht wird.
Obwohl heute diese Feinabstimmung durchgeführt werden kann, müssen für jeden Ton immer mehrere Porzellanglocken zur Auswahl vorrätig sein. Zudem ist nur ein kleiner Spielraum vorhanden, um den besten Anschlagspunkt am Glockenkörper zu finden. Dabei muss der Anschlagswinkel genau bedacht werden. Bei der Auswahl der Melodien und der jeweiligen Glocken („Langschwinger“ und „Kurzschwinger“) muss man sich nach den Möglichkeiten des Spiels richten, damit keine erheblichen Disharmonien entstehen können. Die Glocken eines Spieles müssen gut miteinander harmonieren damit das Mischverhältnis der mitschwingenden Obertöne, das Spiel nicht „verstimmt“ klingen lässt. Die Zusammenstellung eines Glockenspiels erfordert zwingend eine musikalische Betreuung von Musikpädagogen oder Komponisten. Meist werden die einzelnen Glocken mit weißer Glasur und ohne malerischer Dekoration ausgeliefert. Besondere farbliche Dekore sind allerdings möglich.

## Anschlagtechnik und Spielmechanik
Die einzeln vorwiegend starr aufgehängten klöppellosen Glockenkörper schwingen nicht selbst wie beim Glockengeläute. Sie werden vielmehr beim Spiel durch einen oft mit Hirschleder bezogenen Schlaghammer oder Schlegel, am unteren Rand, meist von außen, angeschlagen. Inzwischen ist auch eine Apparatur in Gebrauch, welche die Anschlaghämmerchen praktisch an die Glocke „schießt“.
Die Glockenkörper sind dabei überwiegend weiß glasiert und ohne Schmuck. Es gibt aber auch Porzellanglocken, welche durch Malerei oder mit einem figürlichen Relief verziert sind. Börner versah viele seiner gefertigten Glocken mit einem plastischen Dekor. Die ersten Glocken hatten dabei auch noch verzierte „Schalllöcher“ im oberen Teil.
Porzellanglockenspiele können manuell über einen Spieltisch mit Klaviatur, aber auch mechanisch, pneumatisch, automatisch, durch Stiftwalzen, Lochbänder oder mikroelektronische Bauelemente zum Erklingen gebracht werden. Auch ältere Spiele funktionieren noch heute über Gestänge oder Drahtzug. Durch die früher übliche Stiftwalze war die Menge der zu spielenden Melodien allerdings begrenzt und sie wurde im Laufe der Zeit vom Lochband abgelöst. Später kamen immer mehr mikroelektronische Bauelemente zum Einsatz.
Porzellanglockenspiele werden meist von Komponisten und Musikern musikalisch betreut. Technik, Mechanik und Elektronik werden von Spezialfirmen gewartet und in enger Zusammenarbeit mit Musikern abgestimmt. Porzellanglockenspiele werden bzw. wurden geliefert und gewartet von den Firmen Otto Buer Glocken – Uhrentechnik in Neustadt in Holstein, Turmuhrenbau Ferner in Niederau bei Meißen, der Fachfirma Dürr GmbH & Co. KG in Rothenburg ob der Tauber, der Eduard Korfhage & Söhne GmbH & Co. in Melle, der Bernhard Zachariä GmbH in Leipzig, der Kirchentechnik Martin Eckardt in Halle (Saale), von Glocken und Turmuhren Christian Beck in Kölleda und den Turmuhren-Läuteanlagen-Reparaturen Gerhard Vogel in Langenberg (Callenberg).
Ein Geläut kann schon mit drei bis sechs Porzellanglocken erklingen. Zum Spiel einstimmiger Melodien benötigt man sechs bis acht Glocken. Bis zu 42 Glocken sind für ein vielstimmiges Spiel notwendig.
Viele Porzellanglockenspiele werden, je nach Standort, nicht im Winter oder bei Frost betrieben.

Technische Details von Porzellanglockenspielen
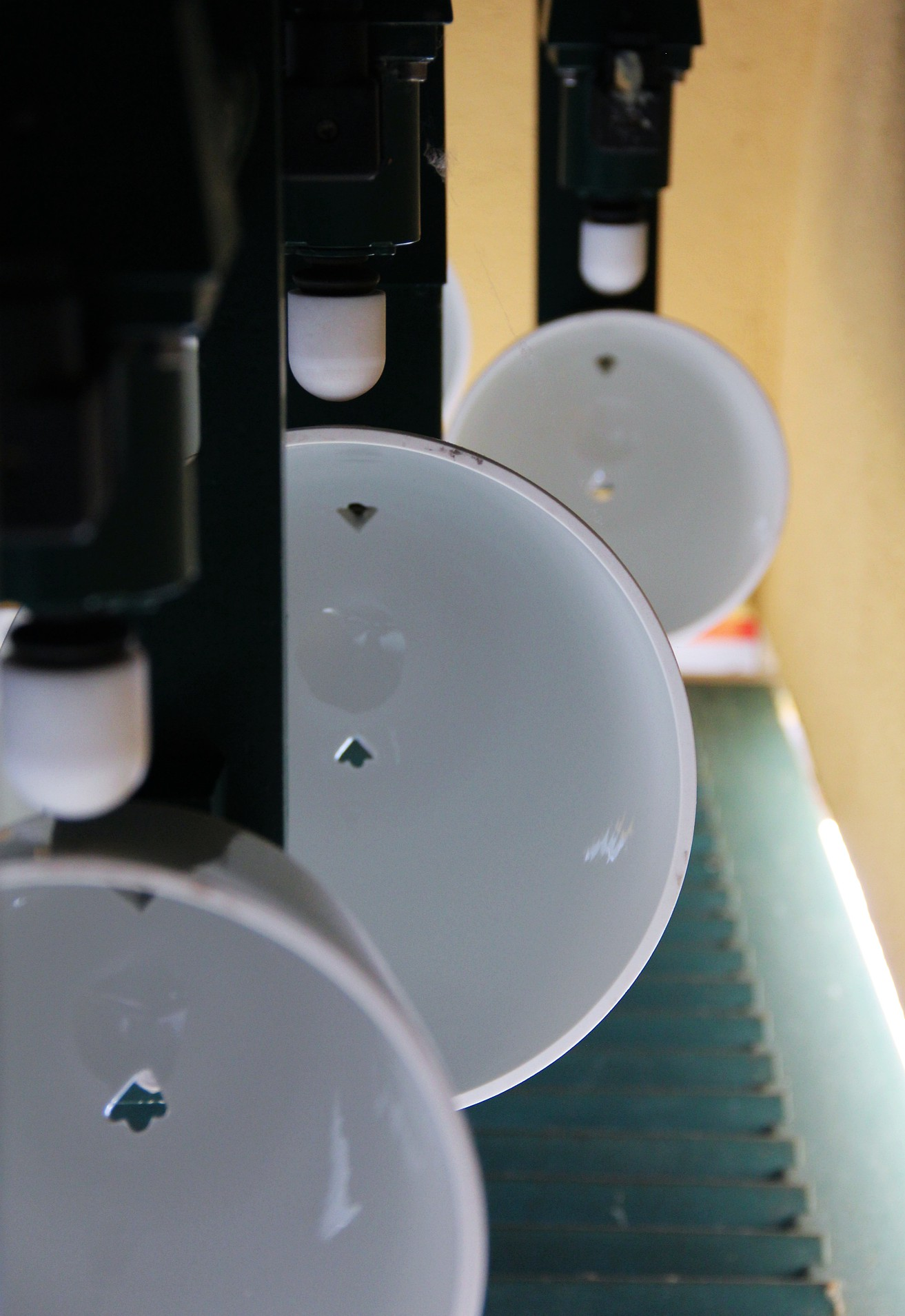
Anschlagtechnik mit Magnethammer und Glocken mit Schalllöchern
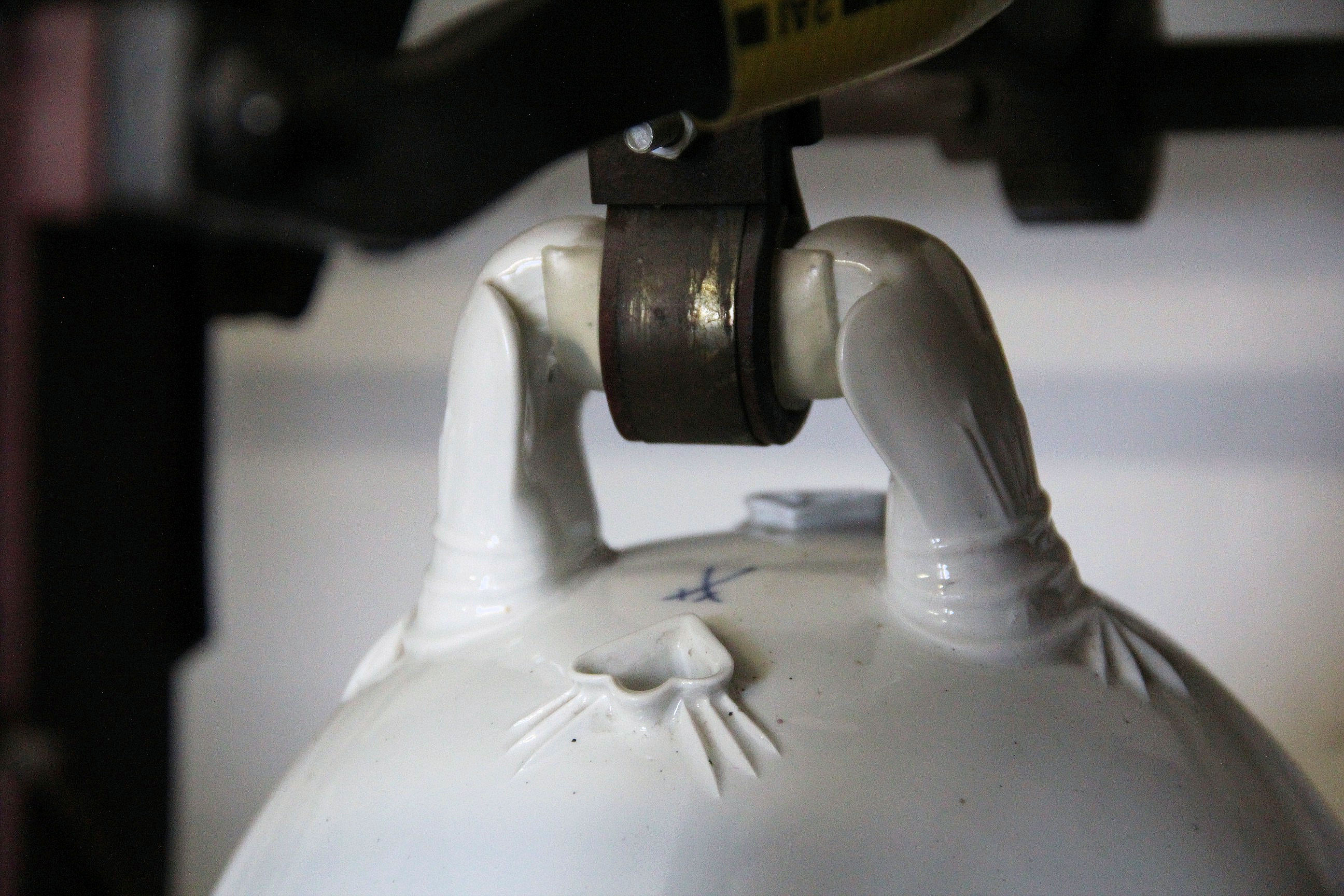
Starr aufgehängte Porzellanglocke mit Schallloch von Emil Paul Börner
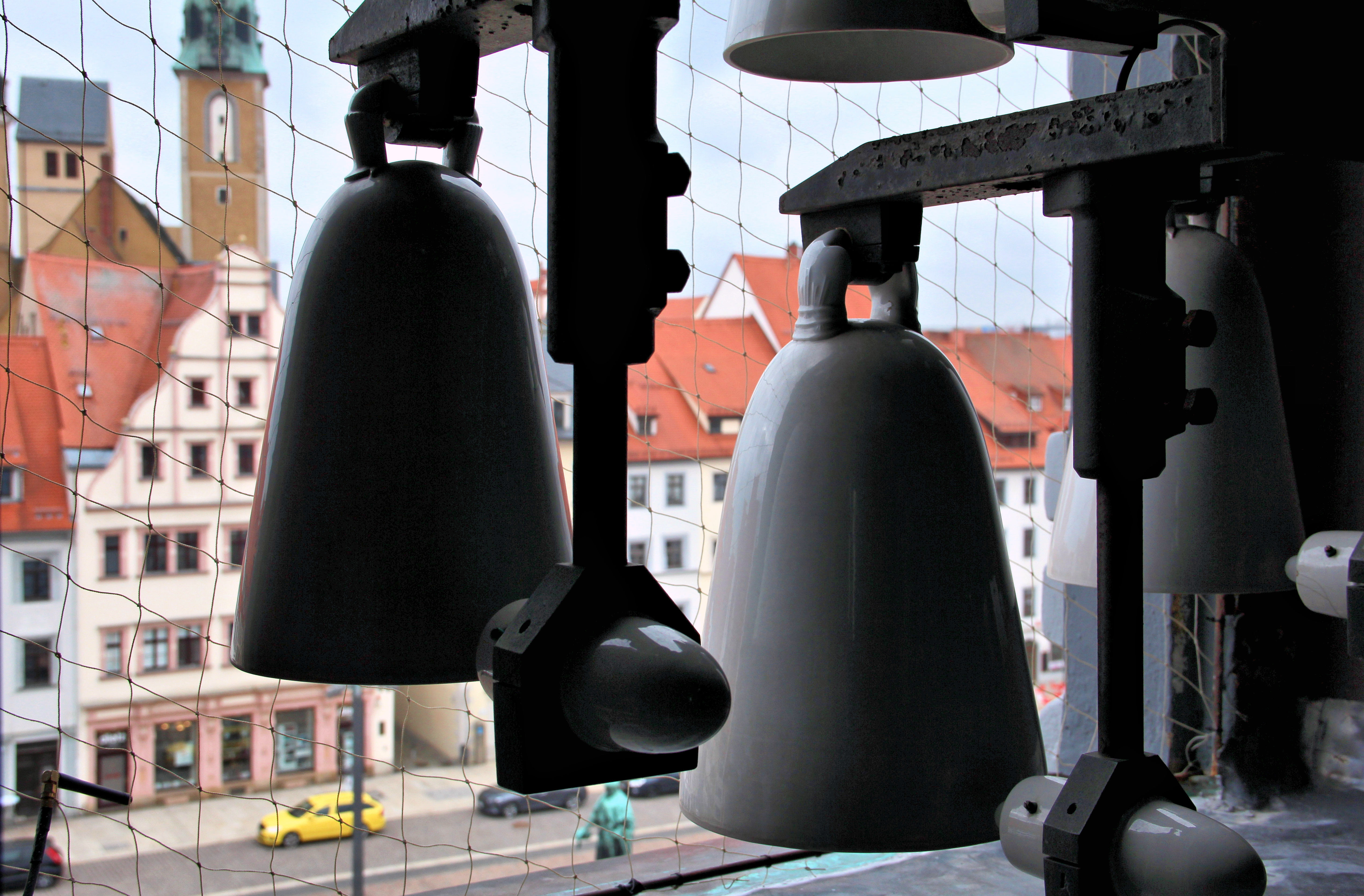
Aufhängung der Glocken im Freiberger Rathausturm
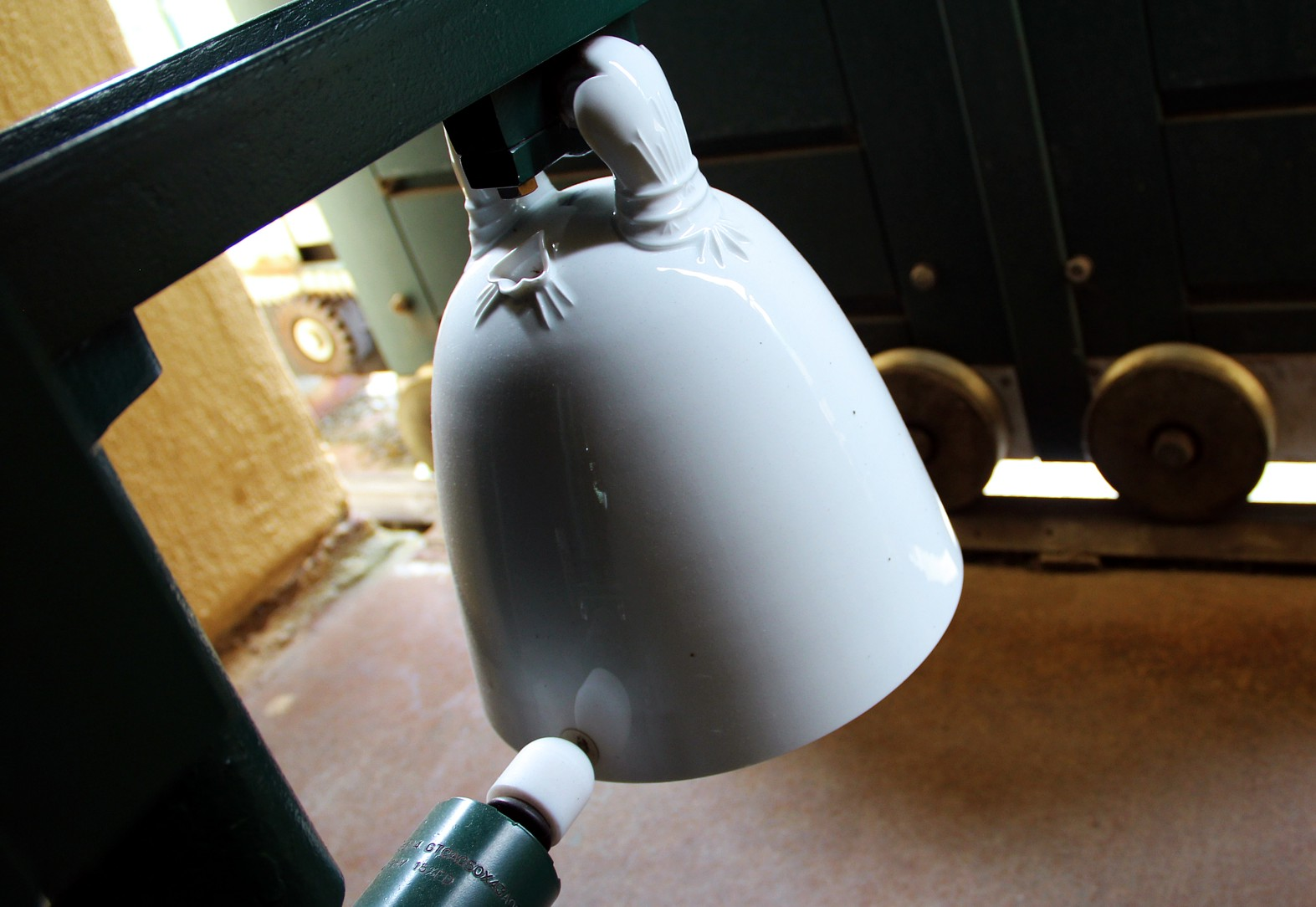
Detail der Anschlagtechnik der einzelnen Glocken mit Magnethammer
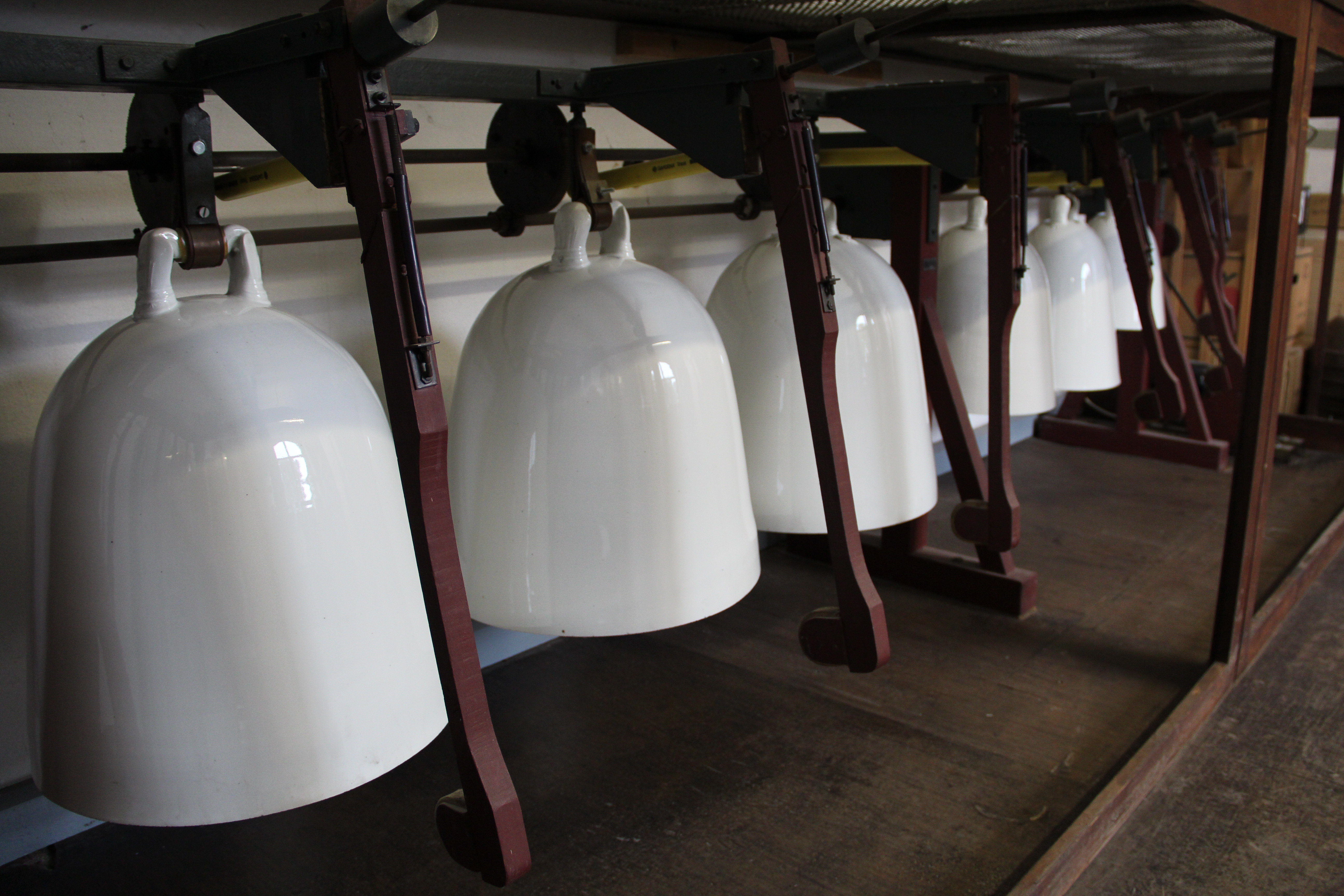
Porzellanglockenspiel im Krematorium Meißen
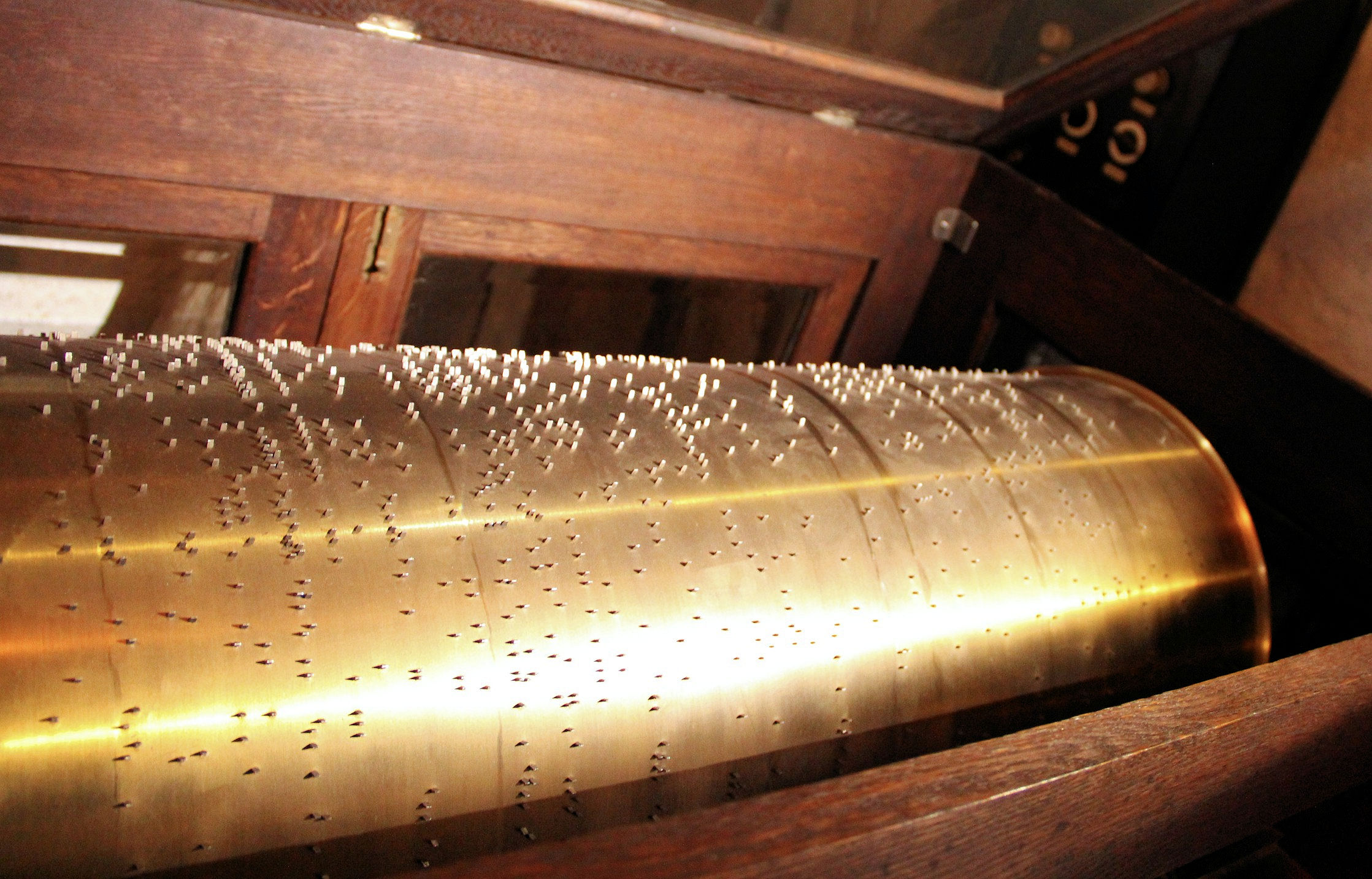
Stiftwalze zum Glockenspiel in der Frauenkirche Meißen
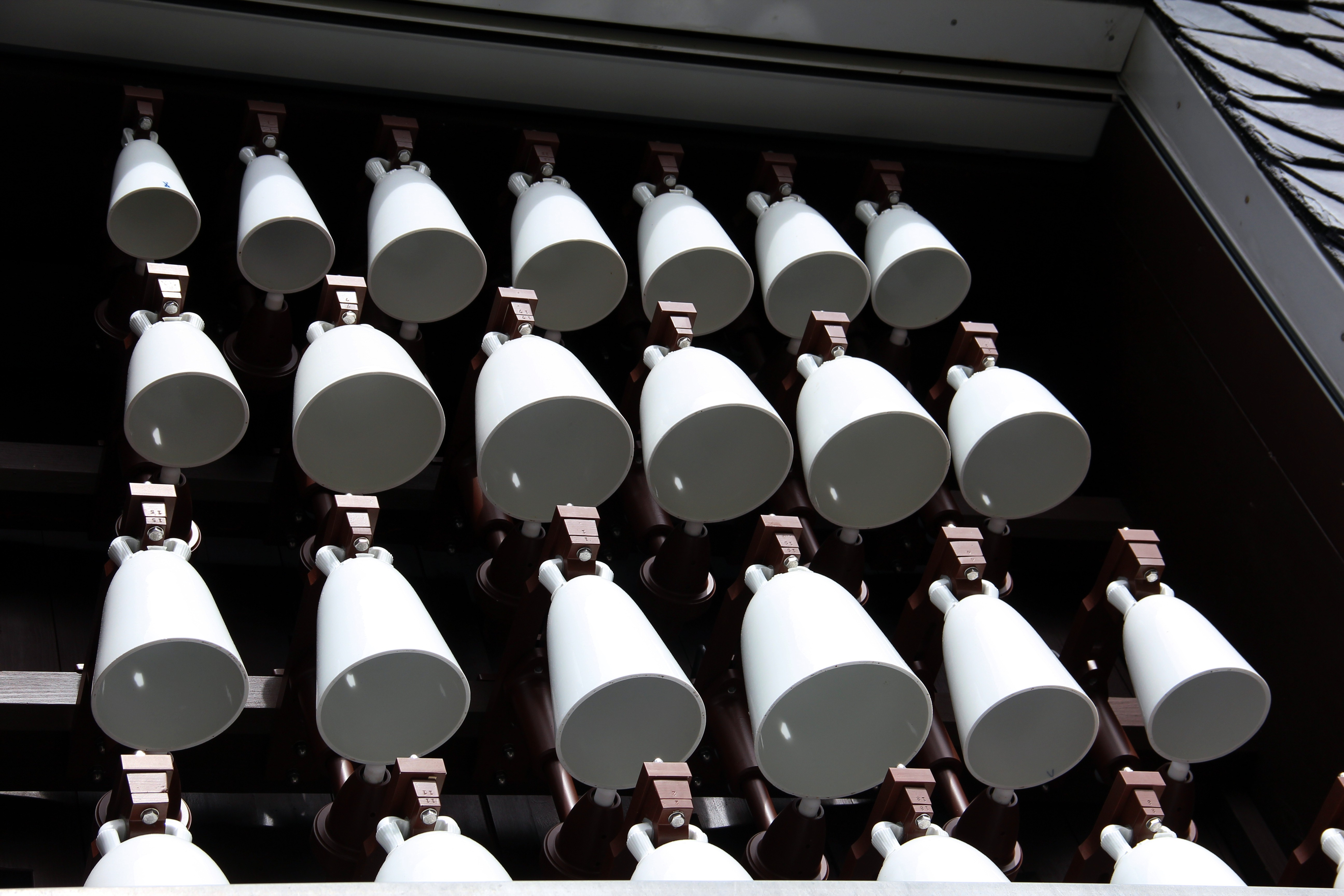
Blick in die klöppellosen Glockenkörper
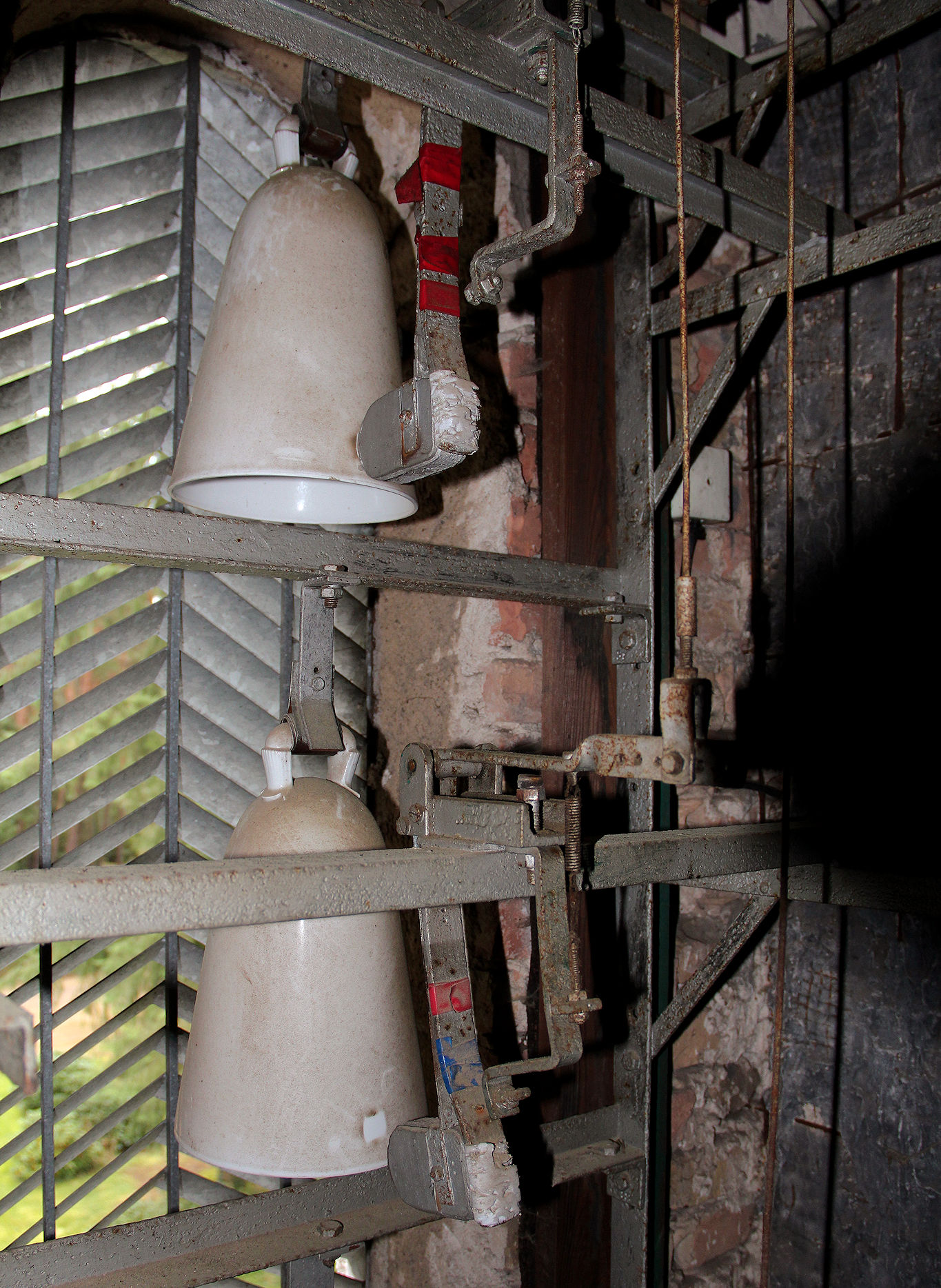
Glockendetail der Kapelle auf dem Waldfriedhof Luckenwalde

## Komponisten und Solisten
Ein bedeutender Komponist für Porzellanglockenspiele ist Günter Schwarze.
Bekannte Solisten sind u. a. Hannelore Döscher und der verstorbene Karl Süss, beide mit Tätigkeit in Raschau-Markersbach, sowie Willy Lehmann, der bis 1989 das Porzellanglockenspiel vom Ostberliner Weihnachtsmarkt spielte, sowie Günter Schwarze und Hans-Dieter Thomas, die an verschiedenen Orten wirken. In der Bergstadt Freiberg wird das Glockenspiel zu besonderen Anlässen von Andreas Schwinger gespielt.

## Porzellanglockenspiele in Deutschland

### Erlebbare Porzellanglockenspiele
- Aue (Sachsen): Diakonissenhaus „Zion“, 17 Glocken seit 1990 im eigens dafür errichteten Turm. Ursprünglich wurden die 17 Glocken im Jahre 1955 von Arthur Schwartner, dem Pfarrer der Kirche in Altensalz bestellt. Die Entwicklung einer eigenen Spielmechanik mit Drahtseilzügen erfolgte durch Schwartner. Mit dessen Versetzung nach Adorf/Vogtl. kam auch das Glockenspiel dorthin und blieb bis 1976 dort. Dann erfolgte der Verkauf an das Diakonissenhaus „Zion“. Von 1977 bis 1978 war das Glockenspiel in Meißen und wurde überprüft. Eine defekte C-Glocke musste ersetzt werden. Vorläufig fand man aber keinen geeigneten Platz für das Glockenspiel und eine neue Spielmechanik war erforderlich. Ab 1986 bis 1990 erfolgte der schrittweise Einbau im Turm des Speisesaals durch die Firma Turmuhrenbau Ferner aus Niederau bei Meißen. Das Glockenspiel ist heute mit einer computergesteuerten Spielmechanik ausgestattet.

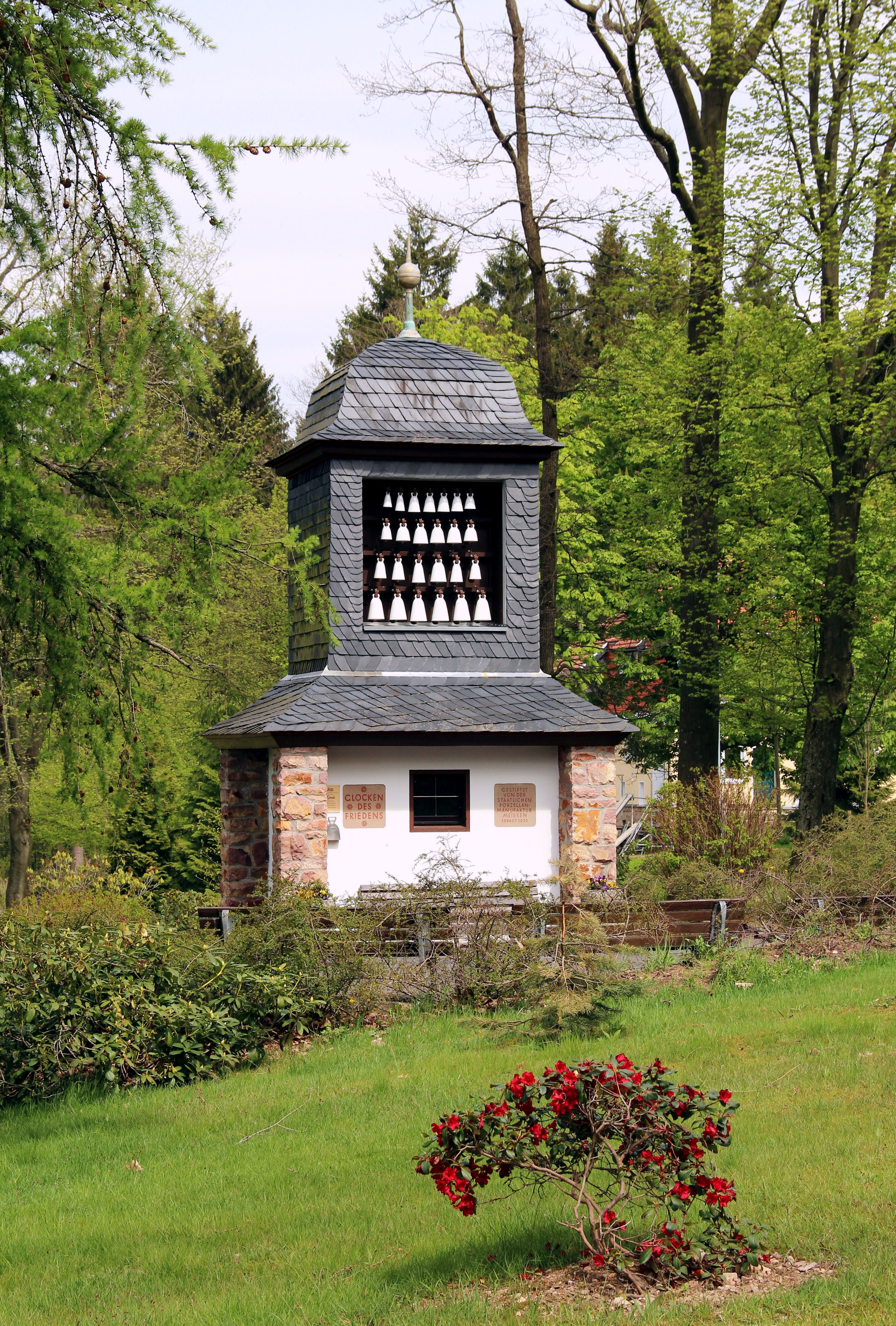
Bärenfels Porzellanglockenspiel Glocken des Friedens im Jahre 2017

- Bärenfels Porzellanglockenspiel Glocken des Friedens im Jahre 2017Bärenfels: Das Glockenspiel befindet sich im Kurpark. 1947 kamen auf Initiative von Frau Sondershaus, einer Einwohnerin von Bärenfels, 25 Glocken als Geschenk der Manufaktur Meißen in den Kurort. Mit einer Spendenaktion der Gemeinde konnte der Glockenturm sowie die Spielmechanik finanziert werden. Am 18. September 1955 war feierliche Weihe der Glocken, welche man als „Glocken des Friedens“ bezeichnet. Das Glockenspiel wird von einem „Glockenwart“ betreut. Seit 1970 ist das Spiel mit einem elektromagnetischen Antriebssystem ausgestattet. Im Jahre 2006 wurde die Anlage durch die Meißner Firma Turmuhrenbau Ferner modernisiert und die Glockenaufhängungen und Anschlagsysteme erneuert. Durch Unterstützung von Günter Schwarze wurde ein größeres Repertoire an Melodien eingespielt. Jährlich findet im Juni ein Glockenfest mit einem Konzert am und mit dem Meißner Glockenspiel statt. Im Dezember gibt es ein Weihnachtssingen am und mit dem Glockenspiel. Bei starkem Frost wird das Spiel nicht betrieben.[6]

- Breitenbrunn/Erzgeb.: Seit 1972 gibt es auf Initiative der damaligen „Natur- und Heimatfreunde“ ein Porzellanglockenspiel mit sechs Glocken. Heute kümmert sich der „Erzgebirgsverein“ um das Spiel. Das Glockenspiel ist im Rahmen touristischer Führungen erlebbar. Es erklingt nur das eine Erzgebirgslied: Ihr Leitle freit eich alle.[7]

- Bremen: In der Böttcherstraße im Haus des Glockenspiels ist seit 1934 ein Porzellanglockenspiel mit 30 Glocken installiert. Das ursprünglich erste Glockenspiel mit aufwendig verzierten Glocken wurde ein Opfer des Zweiten Weltkrieges. Vier der damals noch intakten Glocken wurden provisorisch zu einem Glockenspiel zusammengefügt. 1954 wurde ein neues Glockenspiel mit weißen Porzellanglocken eingebaut. 1984 wurde es gestimmt und zwei defekte Glocken wurden ausgetauscht. Im Jahre 1990 installierte die Firma Turmuhrenbau Ferner das dritte Porzellanglockenspiel. Es war nun mit elektronischer Spielmechanik ausgestattet, die man 2009 auf digitale Spieltechnik umstellte.

- Dresden: Glockenspiel von Johann Joachim Kändler von 1739, heute Staatliche Kunstsammlungen Dresden, Porzellansammlung. Es handelt sich hier um ein Schrank- bzw. Tischglockenspiel mit 52 Glocken.

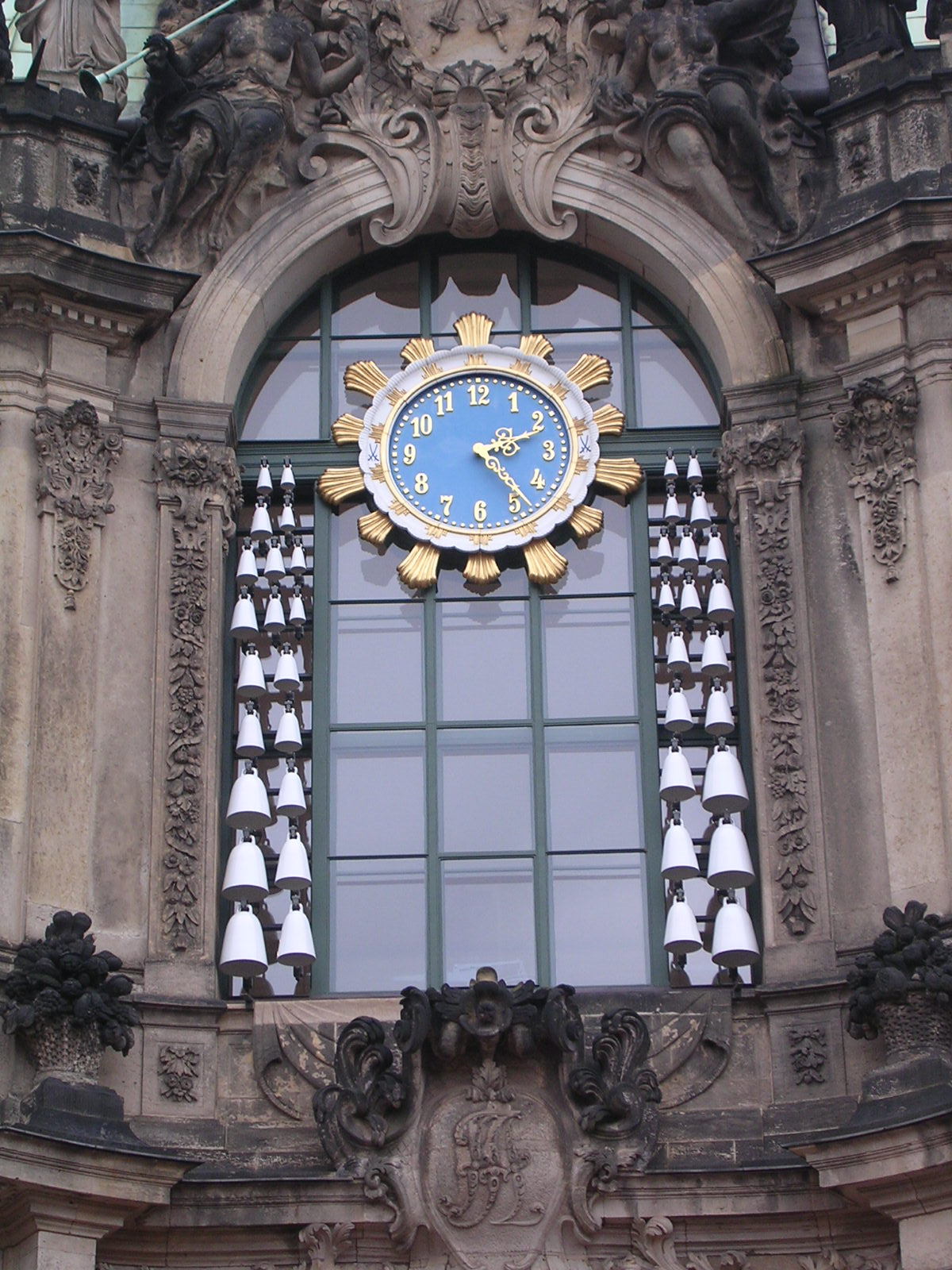
Dresdner Zwinger

  - Dresdner ZwingerDresden: Zum Dresdner Zwinger gehört auch der Glockenspielpavillon, den man früher vorwiegend als Sophienpavillon oder Stadtpavillon bezeichnete. Das Glockenspiel aus Meißner Porzellan befindet sich seit 1933 in acht Metern Höhe auf der Seite zum Zwingerhof. Die ursprünglich 24 Porzellanglocken hatte man auf 40 Glocken erweitert. Dabei wurde ein Satz von 40 Porzellanglocken mit Golddekor und weißen Rand eingebaut. Die meisten Glocken wurden im Zweiten Weltkrieg nebst Spielmechanik zerstört, nur wenige der goldenen Glocken blieben erhalten. Fotos belegen das. Das Spiel erklang erst im Januar 1964 wieder und es fanden nur noch weiße Glocken Verwendung. 1994 wurden die Glocken neu abgestimmt und eine neue Elektronik eingebaut. Das Glockenspiel erklingt jede Viertelstunde, zur vollen Stunde allerdings etwas länger. Um 10.15 Uhr, 14.15 Uhr und 18.15 Uhr erklingt eine Glockensinfonie während etwa 5 Minuten. Die Stundenschlagmelodie wurde im Jahre 1994 von Günter Schwarze von der Hochschule für Musik „Carl Maria von Weber“ komponiert. In den Wintermonaten erklingen die empfindlichen Glocken nicht.

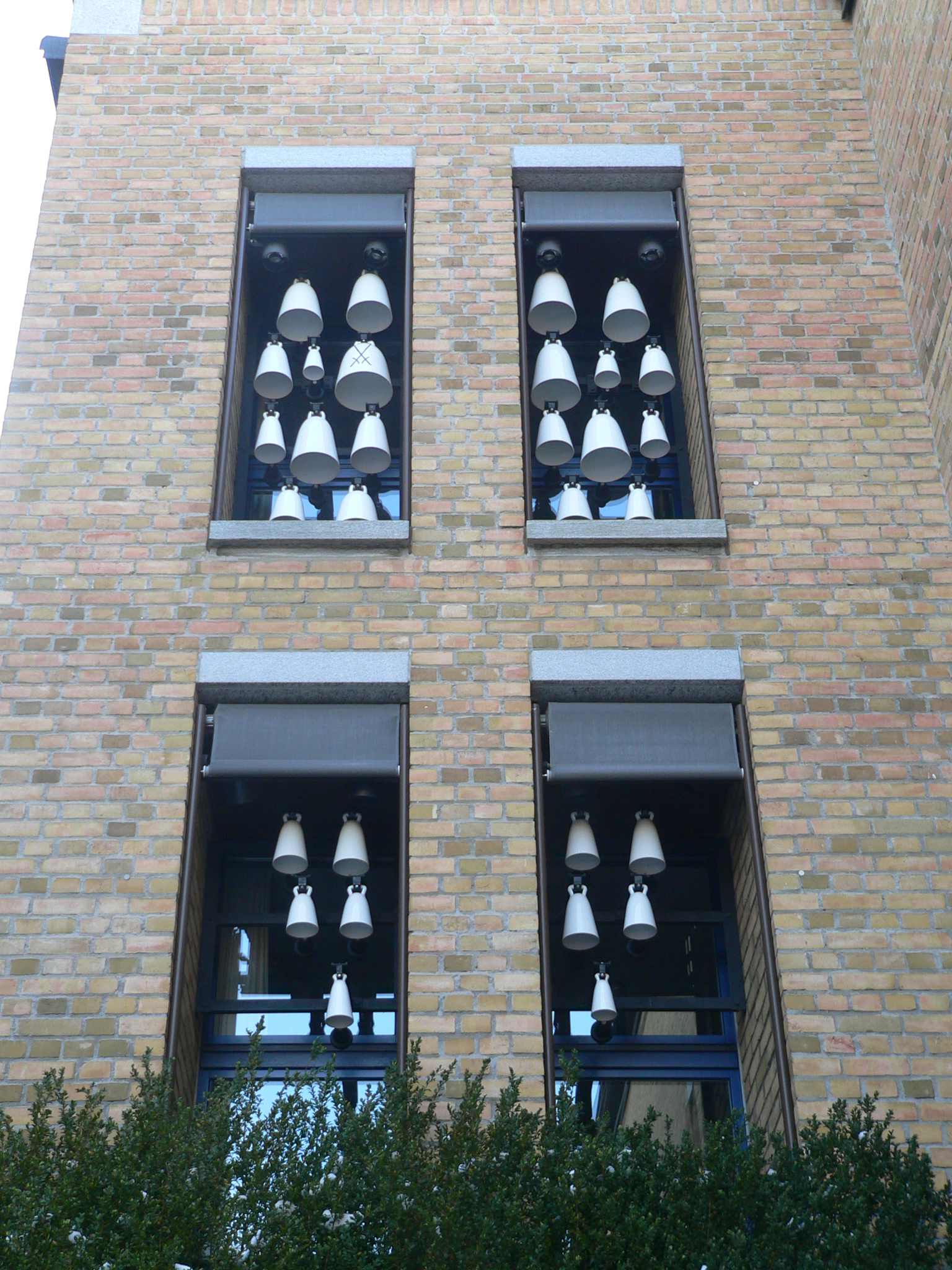
Fellbacher Rathaus

- Fellbacher RathausFellbach: Die Stadt Fellbach im Bundesland Baden-Württemberg bekam im Jahre 1991 ein Porzellanglockenspiel mit 30 Glocken von ihrer Partnerstadt Meißen geschenkt. Die Porzellanglocken sind in vier großen Fensteröffnungen am Rathaus der Stadt angebracht. Das Spiel ist mit einer Elektronik ausgestattet, welches über mehrere Programme und eine große Speicherkapazität verfügt. Vorwiegend ertönen schwäbische Volksweisen.

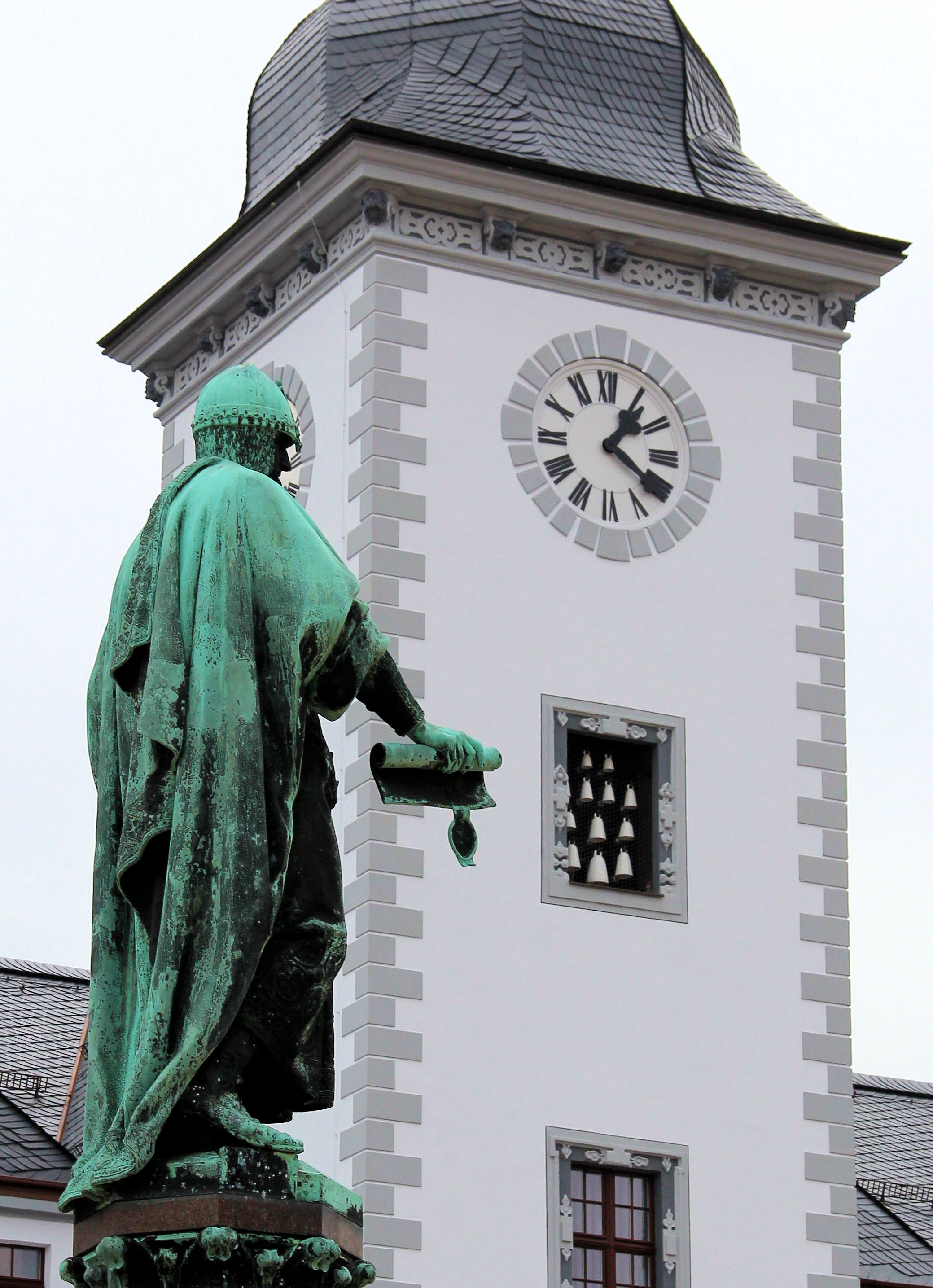
Porzellanglockenspiel am Freiberger Rathaus

- Freiberg: Am historischen Rathaus der Stadt befindet sich seit 1986 ein Glockenspiel mit 12 Porzellanglocken. Es wurde 1986 zur 800-Jahr-Feier eingeweiht. Die Firma Klaus Ferner aus Niederau bei Meißen lieferte die Elektronik zum Spiel. Gekoppelt mit der Turmuhr wird diese bedient und werden gespeicherte Melodien gespielt. Das Glockenspiel kann auch manuell über einen Spieltisch gespielt werden.

- Glauchau: Im Rathausturm der Stadt Glauchau, mit 13 Glocken. Im Jahre 1986 erging der Auftrag an die Turmuhrenfabrik Ferner in Niederau bei Meißen, ein Glockenspiel zu bauen. Dieses wurde anlässlich der 750-Jahr-Feier von Glauchau eingeweiht. 1997 erfolgte eine Überarbeitung, und es wurde ein computergesteuertes Spielwerk mit Funkuhr eingebaut. Im Laufe des Jahres werden drei Liederprogramme abgespielt. Es gibt ein Frühjahrs-, Halbjahr- und Weihnachtsprogramm. In den Wintermonaten wird das Glockenspiel nicht gespielt.

- Halberstadt: Das erste Glockenspiel von 1939 wurde mit ihren 25 Glocken im Zweiten Weltkrieg zerstört. Das zweite Porzellanglockenspiel mit ebenfalls 25 Glocken ist seit dem 26. Juni 2004 an der Westfassade des Rathauses angebracht.[8]

- Hamburg-Groß Flottbek: Das Glockenspiel aus dem Jahre 1955, welches sich heute in der Waitzstraße 2 bis 4 befindet, wurde dort mit seinen 16 Glocken im Jahre 2000 eingebaut. Das elektronisch gesteuerte Spiel war vorher Bestandteil eines Schaufensters, im sogenannten „Burmeisterhaus“. Ursprünglich wurden die Porzellanglocken 1955 von dem in der Ferdinandstraße ansässigen Glas- und Porzellangeschäft Rode und Zerrath bei der Meißner Manufaktur in Auftrag gegeben. Dieses Geschäft wurde 1984 von der Firma Burmeister übernommen und das Glockenspiel kam damit in die Waitzstraße. Es wurde hier von der Firma Klaus Ferner aus Niederau bei Meißen im Jahre 2000 installiert. Alle Glocken tragen jeweils auf der Schauseite den Hinweis zur entsprechenden Tonhöhe, in der Form von Notenlinien und Note. Der Musikwissenschaftler Günter Schwarze von der Dresdner Musikhochschule „Carl Maria von Weber“ stimmte die einzelnen Glocken. In den Wintermonaten wird das Glockenspiel nicht betrieben.

- Hirschberg an der Bergstraße: Über dem Eingang vom Hirschberger Rathaus wurde am 19. Oktober 1996 ein Porzellanglockenspiel eingeweiht. Dieses war durch Spenden finanziert. Die letzte Glocke hat man dem Spiel im März 2007 beigefügt und es besitzt nun insgesamt 18 Glocken. Neben dem Stundenschlag werden verschiedene Volkslieder, entsprechend der Jahreszeit, gespielt.

- Krefeld: Im Jagdschloss Museumszentrum Burg Linn gibt es seit 1995 ein Porzellanglockenspiel. Professor Günter Schwarze arrangierte die zwölf Melodien für die 18 Glocken, welche im Wechsel der Jahreszeiten erklingen. Zusätzlich können einige Hochzeitslieder und die Europahymne gespielt werden. Ursprünglich waren es einmal 24 Porzellanglocken, die sich der Krefelder Uhrmacher Karl Lenzen kurz nach dem Zweiten Weltkrieg beschaffte. Woher diese kamen, ist unbekannt. Zum Einbau kam es nicht und die 24 Glocken waren von 1965 bis 1995 im Jagdschloss Linn eingelagert. Wo die fehlenden sechs Glocken geblieben sind, ist ebenfalls unbekannt.[9] Nach Einbau eines neuen Glockenspielcomputers im Jahre 2017 nebst Wartung und Inspektion durch eine Fachfirma erklingt das Glockenspiel seit dem 27. April 2018 wieder.[10]

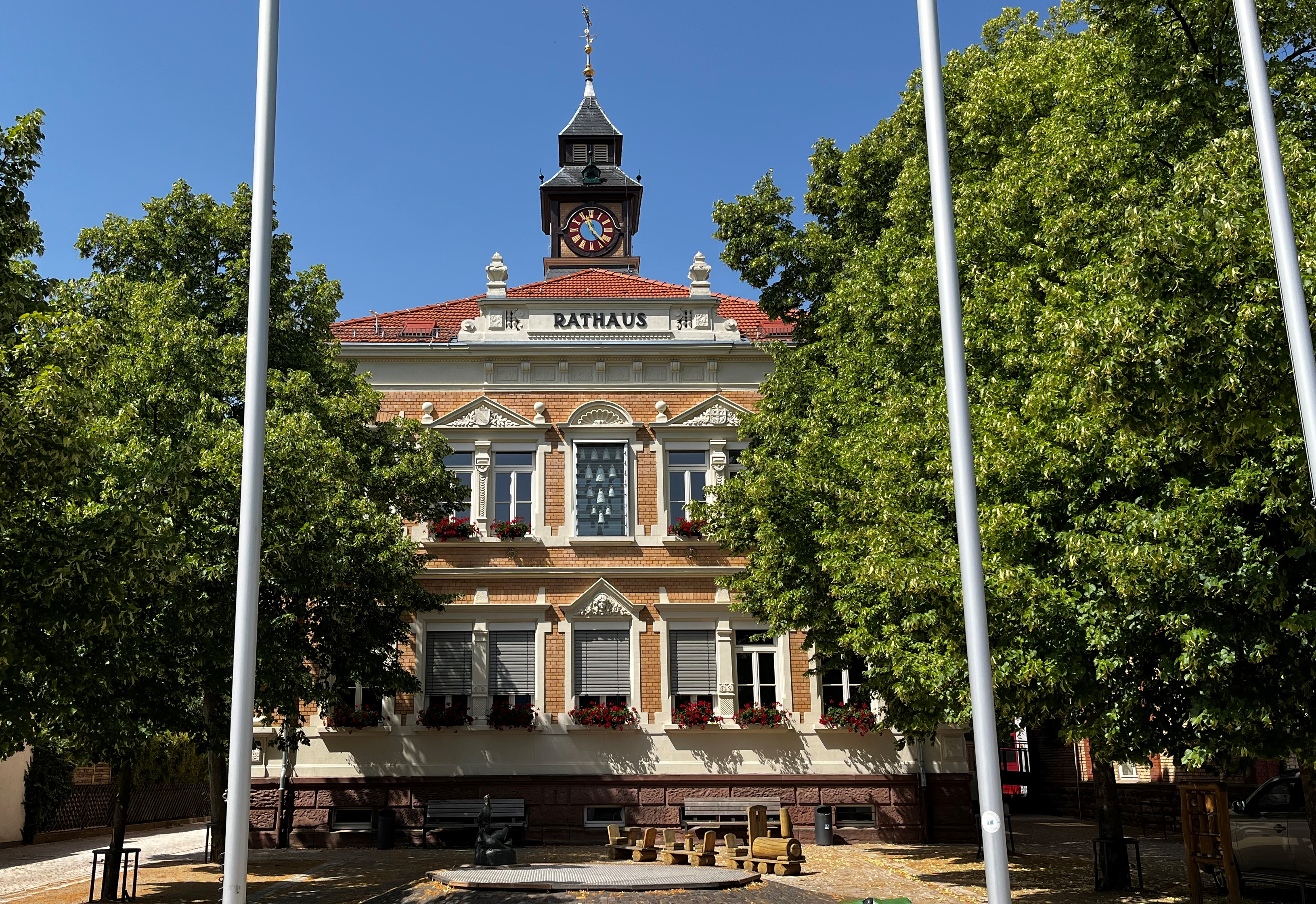
Das alte Rathaus von St. Ilgen

- Leimen (Baden): An der Fassade des alten Schul- und Rathauses im Stadtteil St. Ilgen ist ein Glockenspiel aus Meißner Porzellan installiert. Zur 1200-Jahr-Feier Leimens und der gleichzeitigen 860-Jahr-Feier St. Ilgens im Jahre 1991 wurde das Glockenspiel mit 13 Glocken eingeweiht. Viermal täglich erklingen verschiedene Melodien. Gespeichert sind vier Programme mit 64 Frühlings-, Sommer-, Herbst- und Weihnachtsliedern. Es kann auch über einen Spieltisch manuell gespielt werden.

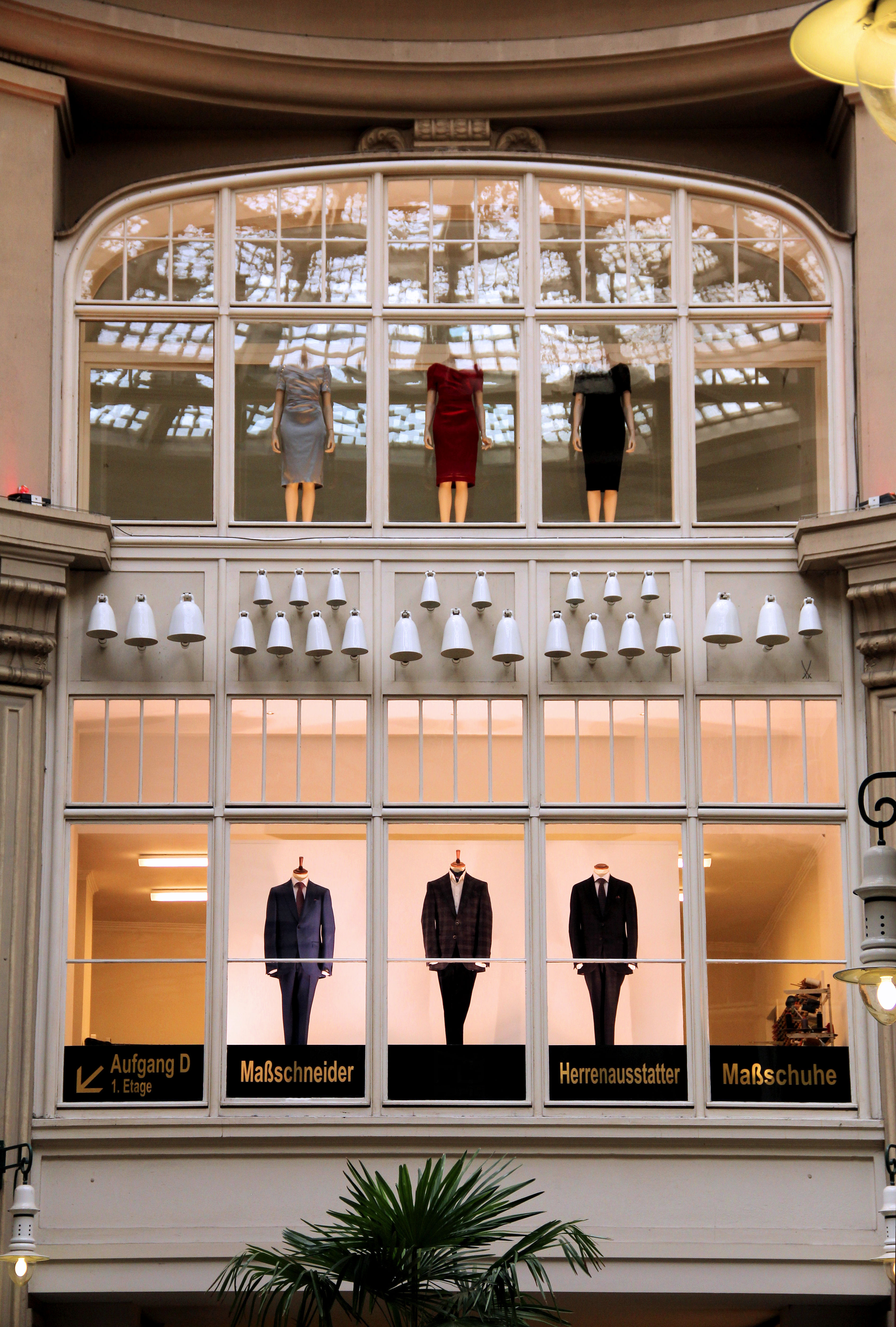
Porzellanglockenspiel in der Mädler-Passage von Leipzig

- Leipzig: Ein Glockenspiel mit sechs Glocken hing ab 1965 in der Mädlerpassage und wurde dort zur 800-Jahr-Feier eingeweiht. Seit 1969 befindet sich ebenfalls in der Mädlerpassage ein Porzellanglockenspiel mit 25 Glocken. Es war ein Geschenk der Manufaktur Meißen an das Leipziger Messeamt.[11] Ab 1983 erfolgte die Umstellung der Mechanik auf mikroelektronische Steuerung und rechnergesteuerten Betrieb. Im Jahre 1997 hat man die einstige Anordnung der Glocken und deren ursprüngliche Präsentationsart völlig abgeändert. Zu jeder vollen Stunde werden unterschiedliche Melodien gespielt.
  - Leipzig: Auf dem Ostfriedhof Leipzig befindet sich seit 1950 ein Porzellanglockenspiel mit sechs Glocken. Es wurde in der Aussegnungshalle installiert und ist das älteste Porzellanglockenspiel in Leipzig. Das Glockenspiel wird ganzjährig betrieben.

- Lüneburg: Im Rathausturm von Lüneburg befindet sich seit der Silvesternacht 1956/1957 ein Porzellanglockenspiel mit 42 Glocken. Emil Paul Börner gehörte zu den Ehrengästen, war zur Einweihung angereist und hielt dort eine Festrede. Es gibt drei verschiedene Melodienfolgen, die am Tag gespielt werden. Das Glockenspiel wird in den Wintermonaten nicht betrieben.

- Luckenwalde: Auf dem Waldfriedhof von Luckenwalde wurde beim Bau der Kapelle im Jahre 1937 ein Glockengeläut mit drei Porzellanglocken aus der Manufaktur Meißen eingebaut. Dabei waren die Glocken von außen gut sichtbar. Alle drei Glocken gingen nach 1989 durch Vandalismus verloren. Im Jahre 1992 konnte nach der Beschaffung von drei neuen Glocken ein neues Geläut, das die Firma Gerhard Vogel aus Langenberg einbaute, in Betrieb genommen werden. Die Glocken sind nun mit einem Ziergitter von außen geschützt und daher nur noch bedingt sichtbar. Die Anlage hat eine Länge von 2 Metern, einer Breite von 1 Meter und einer Höhe von 1 Meter.

- Meißen: In der Frauenkirche befindet sich das erste stimmbare Porzellanglockenspiel von 1929, mit 37 Glocken. Von Juni 2002 bis Mai 2004 erfolgte der Ersatz von 22 defekten Glocken und die Reparatur des alten Spielwerks mit Spielwalze. Wiederinbetriebnahme des Glockenspiels war am 31. Mai 2004. Das Glockenspiel wurde im Sommer 2024 gewartet und erklingt seit dem 30. Oktober 2024 wieder.
  - Meißen: Im Krematorium Meißen gibt es ein kleines Porzellanglockenspiel. Der Einbau erfolgte 1932 mit 4 Glocken. Das Spiel wurde aber bereits im Jahre 1938 auf 6 Glocken erweitert. Bei der Erweiterung wurden einige Glocken ausgetauscht. Die Glocken sind F, G, E, Gis, C und C’ gestimmt. Die Spielmechanik stammt von der Uhrenfabrik Bernhard Zachariä aus Leipzig. Das Glockenspiel befindet sich im Chorraum oberhalb der Aussegnungshalle und ist somit nicht sichtbar. Es wird zu Beginn jeder Trauerfeier für ca. dreißig Sekunden oder während der Überführung in die Aussegnungshalle für ca. eine Minute gespielt. Nach aktuellen Recherchen befinden sich im Spiel vom Krematorium Meißen die beiden bisher größten gestimmten Porzellanglocken der Welt aus Meißner Porzellan, die keine Schau- und Ausstellungsstücke sind, sondern regelmäßig gespielt werden.[12]
  - Meißen: Türgeläute in der Manufaktur Meißen, bestehend aus vier Glocken (Westminsterschlag). Es ist eines der kleinsten Porzellanglockenspiele.
  - Meißen: Zu den Exponaten des Meißner Stadtmuseums zählen drei Porzellanglocken, welche zwar wie ein Geläute arrangiert sind, aber nicht betrieben werden. Es sind reine Schaustücke.

- Oberlochmühle: Im Ortsteil der sächsischen Gemeinde Deutschneudorf gibt es auf dem im Jahre 2015 eröffneten Glockenwanderweg eine Porzellanglocke aus der Manufaktur Meißen. Die Glocke hat einen Durchmesser von 20 Zentimeter und ist 28 Zentimeter groß. Ihr Ton ist „g“. Bei Temperaturen unter −5 Grad wird die Glocke nicht betrieben.

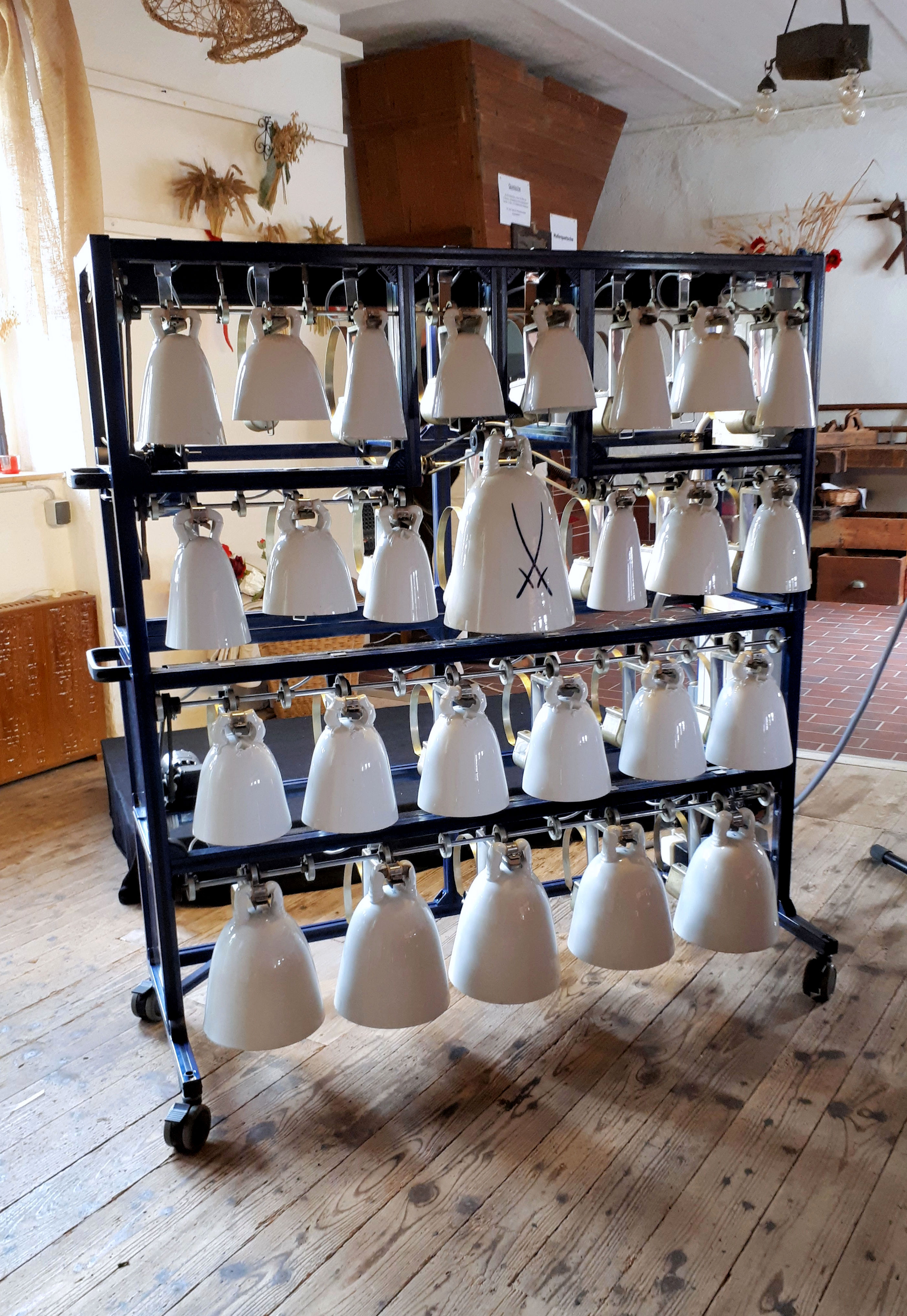
Das Porzellanglockenspiel der Süss-Mühle in Raschau ist transportabel und nicht nur ortsgebunden einsetzbar

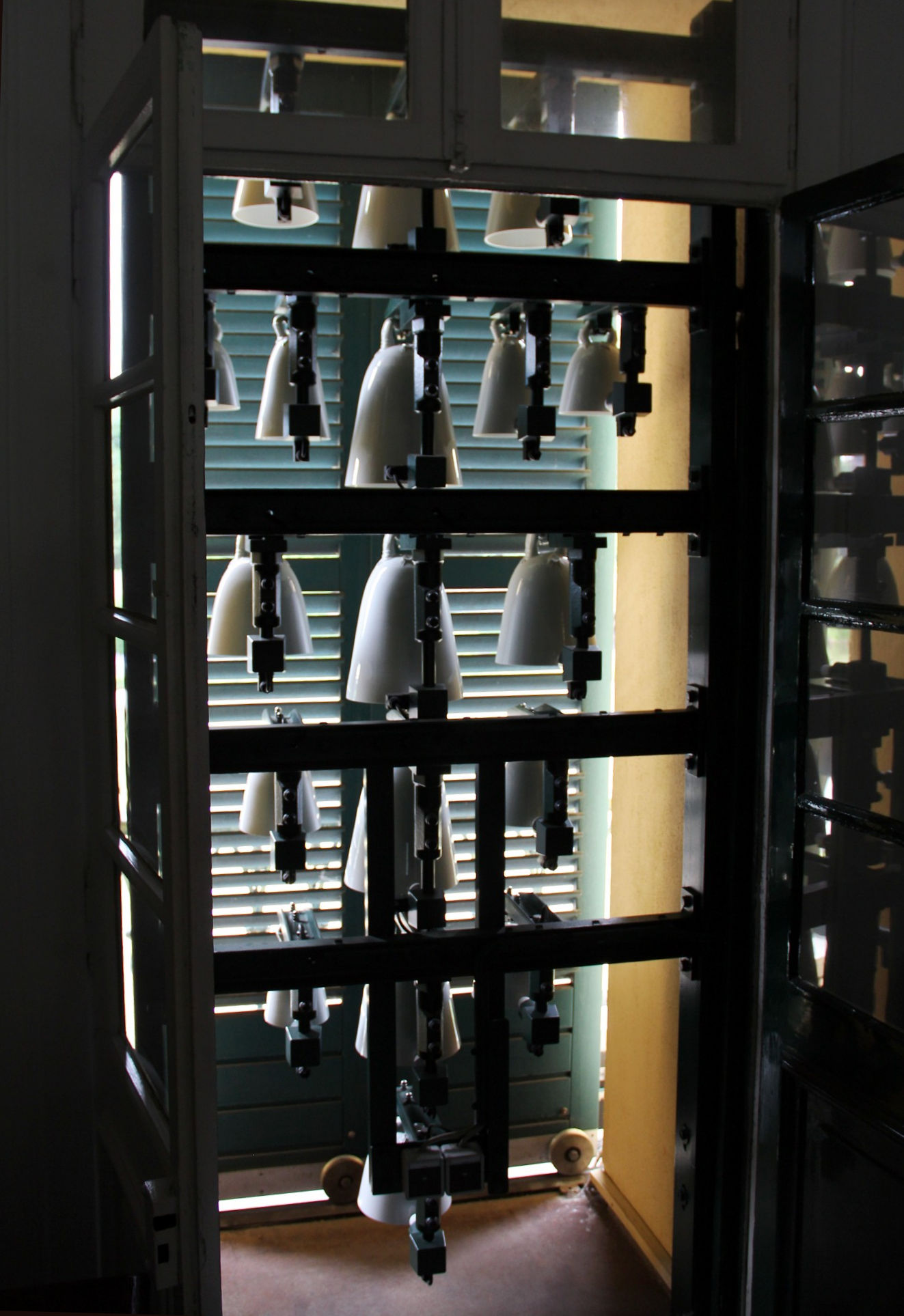
Porzellanglockenspiel in Krefeld, Jagdschloss Burg Linn

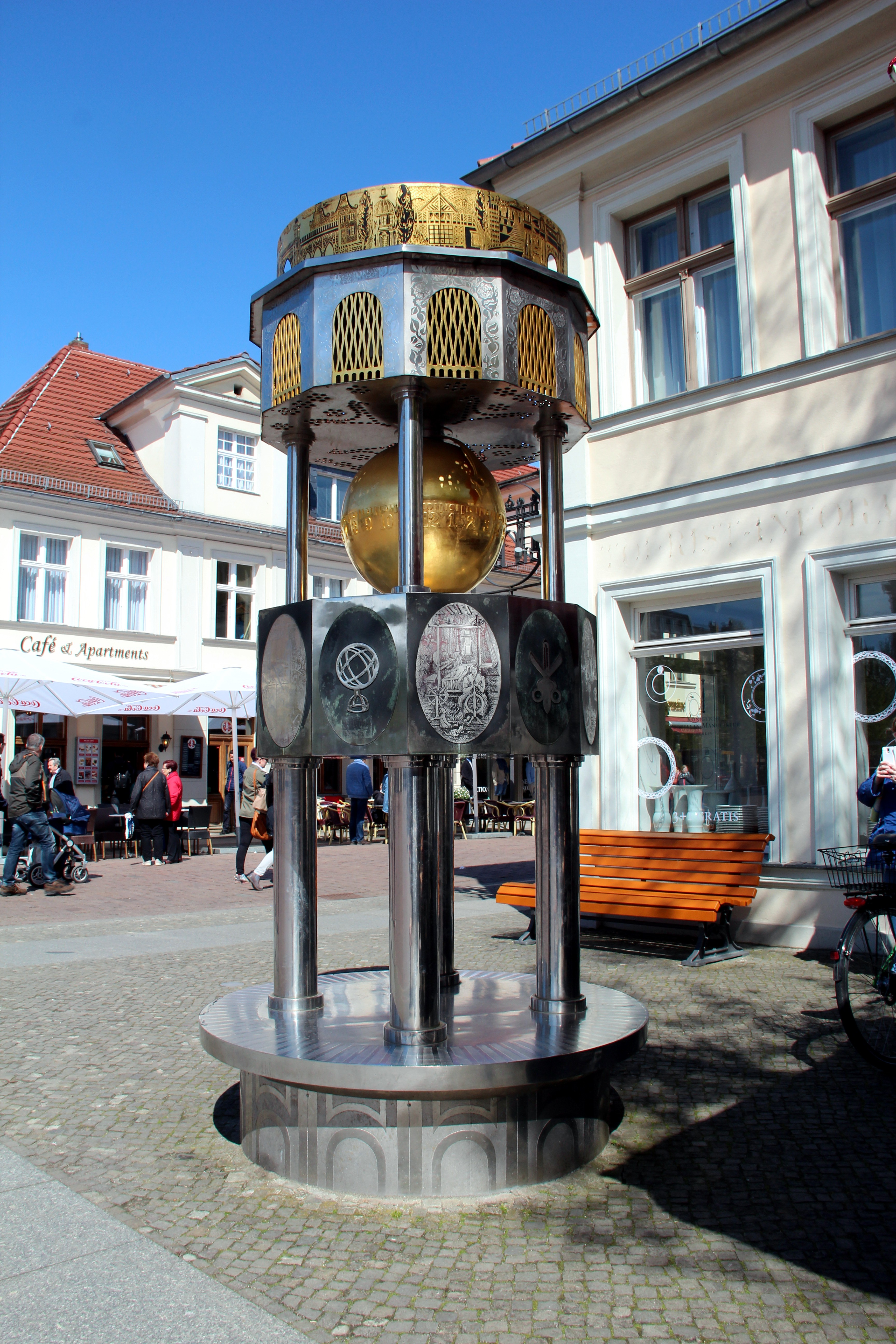
Porzellanglockenspiel in Potsdam am Luisenplatz

- Potsdam: In der Nähe vom Brandenburger Tor am Luisenplatz steht seit 1979 eine Spieluhr nach dem künstlerischen Entwurf von Gottfried Höfer mit einem Glockenspiel aus Meißen. Dabei sind die acht Porzellanglocken hinter einer Rosenlaube verborgen. Es spielte zu jeder vollen Stunde einen Auszug des Frühlingsliedes von Hanns Eisler.[13] Um 1990 war die Spieluhr nebst Glockenspiel defekt und musste restauriert werden. Am 2. Mai 2010 wurde sie erneut in Betrieb genommen.

- Raschau-Markersbach: In der sächsischen Gemeinde gibt es in der „Süss-Mühle“ seit 1956 ein privates Porzellanglockenspiel mit 26 Glocken. Der letzte Müllermeister Karl Süss baute im Jahre 1952 ein transportables Glockenspiel, welches über eine Klaviatur spielbar ist. Es wurde mehrmals überholt und auf den neusten Stand der Spieltechnik gebracht. Im Jahre 1983 ging das Glockenspiel in den Besitz von Hannelore Döscher über. Gespielt wird das Glockenspiel auf verschiedenen Veranstaltungen, und da es nicht ortsgebunden ist, kann es auch außerhalb der Mühle erklingen. Eine Auswahl an Melodien, gespielt von Hannelore Döscher und arrangiert von Michael Münch, sind auf der Musik-CD Meißner Porzellanglockenspiel – Volkstümlich & Modern erschienen.

- Rüdesheim am Rhein: In der Altstadt auf dem Brömserhof befindet sich seit 1996 ein Porzellanglockenspiel mit 22 Glocken. Eigentümer ist das Museum Siegfrieds Mechanisches Musikkabinett GmbH & Co. Museum KG. Geliefert wurde das Spiel von Ed. Korfhage & Söhne GmbH & Co. aus Melle. Das Glockenspiel spielt von Anfang März bis Ende Dezember täglich jeweils zur halben Stunde und wird dabei von einem Walzenspielwerk betrieben. Einige Glocken mussten bereits ersetzt werden. Kurios ist, dass mit diesem Glockenspiel schon Melodien der Hard-Rock-Band AC/DC gespielt wurden.[14]

- Schneeberg (Erzgebirge): Für den Rathausturm von Schneeberg wurde 1961 von der Schneeberger Stadtverwaltung ein Porzellanglockenspiel mit 25 Glocken in der Manufaktur Meißen angekauft. Ein Einbau erfolgte allerdings nicht.[1] Im Jahre 2006 wurden die vorhandenen Glocken zu einem Ensemble vereinigt, das 24 Glocken mit einem Tonumfang in zwei Oktaven umfasst. Heute trägt das Spiel den Namen Veit Hans Schnorr von Carolsfeld Glockenspiel.

- Schwarzenberg/Erzgeb.: Erstes Glockenspiel in einer Weihnachtspyramide eingebaut zur Weihnachtsschau erzgebirgischer Volkskunst „Feierohmd“ im Jahre 1937, mit 27 Porzellanglocken. Ein weiteres Glockenspiel mit ebenfalls 27 Glocken befand sich 1938 in den damaligen Krausswerken. Ab 1960 erfolgte die Aufstellung eines dritten Spiels, die Anzahl der Glocken ist unbekannt. 1967 erfolgte die Einweihung eines Turmes mit 37 Glocken im Rockelmannpark. 1981 wurden die Glocken abgenommen und eingelagert; 1984 wieder in den Turm vom Rockelmannpark eingebaut. Heute besteht eine historische Brunnenanlage in der Altstadt mit einem Porzellanglockenspiel. Von 1993 bis 1994 wurde diese restauriert und das Glockenspiel mit 37 Glocken im Turm eines ehemaligen Trafohauses installiert. In den Wintermonaten erklingt das Glockenspiel nicht. Von 2020 bis 2023 erfolgte von der Firma Zachariä am Spiel eine Generalreparatur.

- Selb: Ein Glockenspiel mit 22 Glocken aus Meißner Porzellan befindet sich seit 1994 am Rathaus.

- Ulm: Porzellanglockenspiel an der Fassade vom „Kaufhaus Abt“ am Münsterplatz mit 15 Porzellanglocken. Zur Hundertjahrfeier der Firma wurde es im Jahre 1979 installiert. Mit Erwerb des (insolventen) Kaufhauses durch das Drogerieunternehmen Müller wurde das Kaufhaus innerhalb Ulm umgezogen. Die Umbaumaßnahmen für das historische Abt-Gebäude dauern an bzw. harren ihrer Genehmigung durch die Stadt. Seit August 2019 wird das Glockenspiel nicht mehr gespielt.

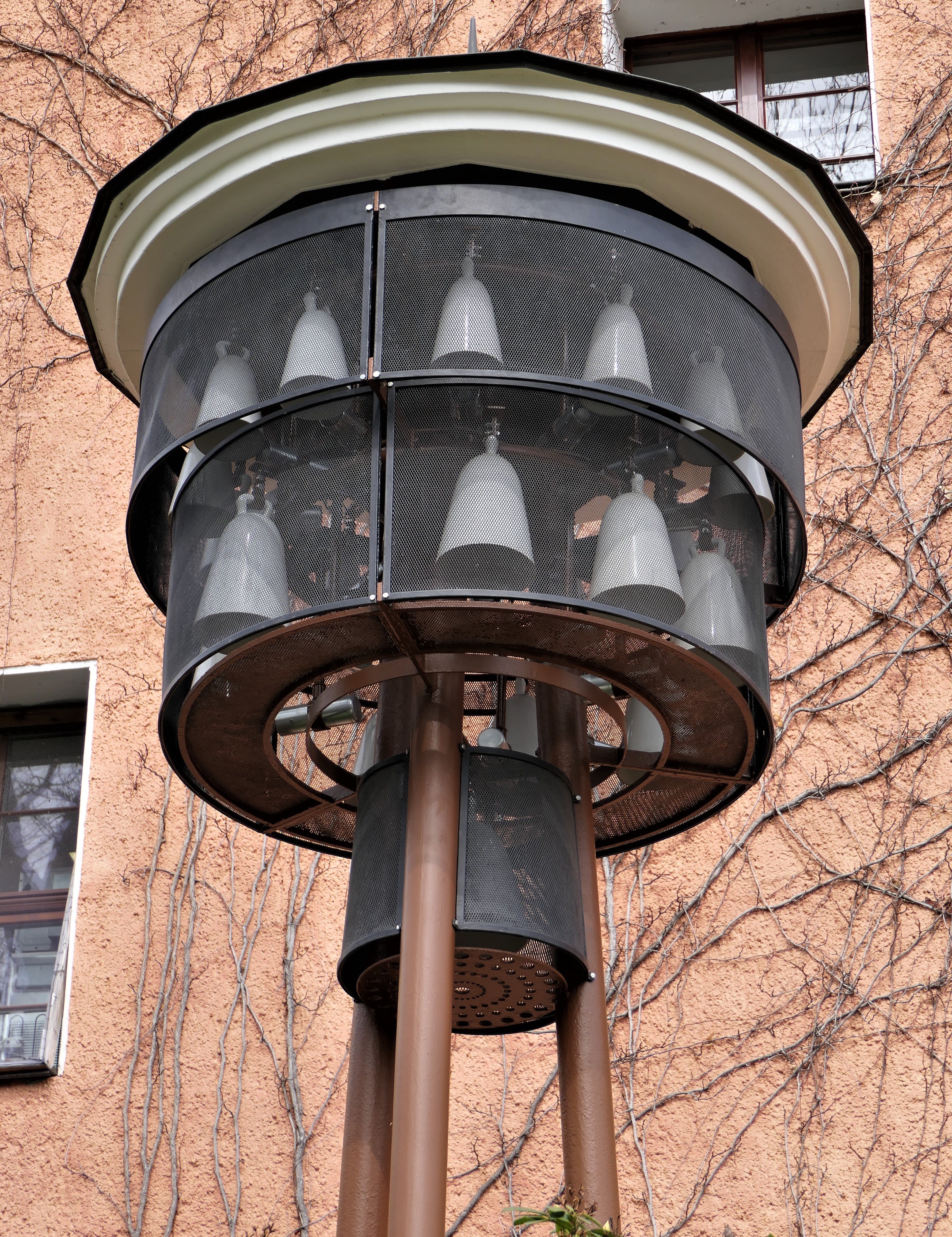
Zittauer Porzellanglockenspiel

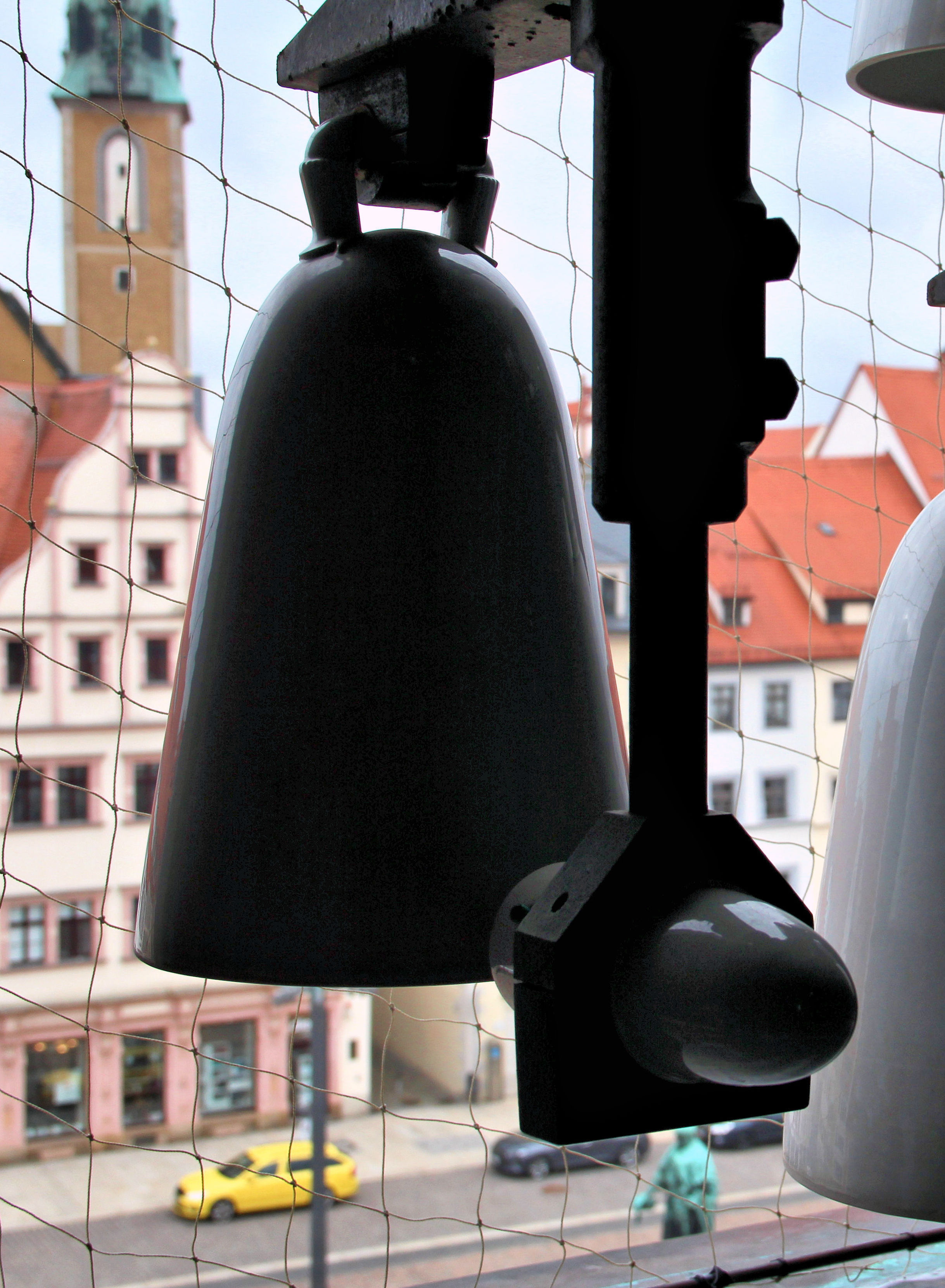
Eingebaute Magnethülse aus Meißner Porzellan im Freiberger Porzellanglockenspiel

- Weimar: Es gibt das Porzellanglockenspiel seit 1929. Die Glocken wurden damals allerdings nicht installiert. Im Jahre 1967 fand man 12 Glocken auf dem Dachboden des Weimarer Rathauses und ergänzte diese mit weiteren 23 Glocken. Das neu zusammengestellte Glockenspiel wurde zunächst im Schloss Belvedere aufgehängt, verblieb dort aber nur kurz. Die Glocken wurden 1983 im Keller des Gärtnerhauses aufgefunden. Die 35 Porzellanglocken übergab man darauf der Porzellanmanufaktur Meißen zur Überprüfung. Danach wurde das Glockenspiel von der Firma Turmuhrenbau Ferner aus Niederau bei Meißen schrittweise in den Turm des Weimarer Rathauses eingebaut, am 30. April 1987 wurden sie dort eingeweiht. Die programmgesteuerte Wiedergabe von insgesamt 14 Melodien erfolgte zu bestimmten Jahreszeiten und kann auch von Hand gespielt werden. Das gesamte Glockenspiel wird derzeit grundlegend überholt.

- Zittau: Zur Blumenuhr aus Zittau gehört auch ein Porzellanglockenspiel mit 21 Glocken. Am 27. August 1966 wurde es in Betrieb genommen. 1982 erfolgte die Abnahme der Glocken wegen starker Korrodierung der Aufhängungen. 1984 wurden die reparierten Glocken wieder am gleichen Standort eingebaut. Bis 2002 erklang zu jeder halben Stunde ein Volkslied. Da die Glockenkörper inzwischen überholungsbedürftig geworden sind, erklingen die Glocken seit 2003 nur noch zur vollen Stunde.

- Zwickau: Vom Direktor der „Zwickauer Sanitas-Miederfabrik KG“, Walter Becher, wurde 1962 ein Porzellanglockenspiel gestiftet und am Schwanenschloss aufgebaut. Es besteht aus 25 Glocken. Im Jahre 1973 erfolgte der Abbau und die Einlagerung im Städtischen Museum. Von 2000 bis 2008 waren die Glocken am Rathaus aufgehängt. Seit 2015 befindet sich das Glockenspiel auf dem Schumannplatz.[15][16][17]

### Geplante und nicht mehr existente Porzellanglockenspiele
- Adorf/Vogtl.: Es handelt sich dabei um das Glockenspiel, welches heute in Aue ist.

- Altensalz: Es handelt sich dabei um das Glockenspiel, welches heute in Aue ist.

- Annaberg-Buchholz: Eine Weihnachtspyramide auf dem Marktplatz von Annaberg hatte ab 1972 ein Porzellanglockenspiel mit sechs Glocken. Es wurde vom ortsansässigen Werner König eingebaut und mit einer selbst entwickelten Spielmechanik, unter Verwendung von Magnethämmern der Firma Zachariä aus Leipzig elektronisch gesteuert. Das Glockenspiel wurde wegen der störanfälligen Mechanik wieder ausgebaut.

- Berlin: Im Rahmen der Ausstellung Wunder des Lebens bekam Berlin im Jahre 1935 sein erstes Porzellanglockenspiel mit 16 Glocken. Nach Ende der Ausstellung kam das Spiel in einen Glockenturm auf dem Dönhoffplatz.[18] Einweihung auf dem Dönhoffplatz als „Lebensuhr“ war am 15. Oktober 1935. Das Spiel wurde später durch Bronzeglocken ersetzt.

- Breslau: Am Rathaus von Breslau gab es ein Porzellanglockenspiel mit 23 Glocken.

- Burgscheidungen: Im Schloss Burgscheidungen war bis 1987 ein Porzellanglockenspiel geplant. Auftraggeber war die Christlich-Demokratische Union Deutschlands (DDR), welche dort eine Schulungsstätte betrieb. Im Juni 1987 wurde der Plan zurückgestellt.[1]

- Dresden: Tischglockenspiel für Graf Heinrich von Brühl aus dem Jahre 1740 von Kändler mit 48 Glocken. Das Spiel verbrannte in Stade am 18. Februar 1767.[1]

- Dresden: Tischglockenspiel für die Gräfin Brühl-Kolowrat aus dem Jahre 1741, mit 48 Glocken in napfförmiger Form und farbig dekoriert. Später kam dieses Spiel in den Besitz des Großherzogs von Weimar. Einzelne Glocken blieben erhalten und befinden sich im Schloss Museum Weimar.[1]

- Fürth: Fünf Porzellanglocken aus Rosenthal Porzellan, Selb, wurden im Jahre 1950 zum 100-jährigen Bestehens des Rathauses als Glockenspiel im Rathaus Fürth installiert. Das Spiel erfüllte nicht die Ansprüche und wurde 1966 wieder entfernt, nachdem mehrere Glocken Haarrisse und Sprünge zeigten. Auch vom Klang her erfüllten sich die Erwartungen nicht. Es blieb damit der einzige Versuch, keine Porzellanglocken aus der Manufaktur Meißen für ein Glockenspiel zu verwenden.[19]

- Görlitz: Auf der Landeskrone bei Görlitz gab es 1930 an der Berggaststätte eine Blumenuhr mit Porzellanglockenspiel. Die Uhr und die vier Porzellanglocken wurden im Zweiten Weltkrieg zerstört.

- Hainichen: Das Porzellanglockenspiel am Gellert-Museum gab es ab 25. September 1971. Es hatte 26 Glocken und befand sich einst als Anbau vor dem Fenster im 1. OG am Treppenturm des Parkschlösschens. Nicht alle Glocken waren zum Spiel vorgesehen. Spieltechnik: Hauptauftragnehmer Firma Erich Fiedler, Meißen, Walzen der Firma B. Zachariä GmbH, Leipzig. Reparaturen am Spiel gab es 1979 und 1986. 1990 bis Mitte 1991 war das Glockenspiel außer Betrieb, da die Spielwalzen abgenutzt waren. 1991 erfolgte Einbau einer Mikroprozessorsteuerung. 1995 lag ein Verschleiß der Magnethämmer vor. Eine Zustandsanalyse und Angebot zur schrittweisen Erneuerung mit komplett neuer Technik wurde in Auftrag gegeben. Im November 1995 nahm man die Demontage der Glocken vor. 1997 erfolgte das Prüfen der Glocken in der Manufaktur Meißen. Insgesamt hätten 11 Porzellanglocken erneuert werden müssen. Das war insbesondere aus finanzieller Sicht nicht umsetzbar. Die Porzellanglocken sind seither im Heimatmuseumsbestand. 1998 erfolgte die Demontage des Anbaus und der Fensterrückbau am Gebäude.[20]

- Hameln: Ein Porzellanglockenspiel aus der Manufaktur Meißen war 1956 geplant, wurde allerdings nicht in Auftrag gegeben.

- Kattowitz: Am ehemaligen Staatlichen Polizeipräsidium von Kattowitz gab es ab dem 20. März 1941 ein Porzellanglockenspiel mit 38 Glocken in einem extra dafür gebauten Erker an der Fassade. Regelmäßig gespielt wurden ein Marsch, die Nationalhymne und heimische Bergmannslieder. Das Glockenspiel wurde nach 1945 wieder entfernt.[21]

- Königstein (Sächsische Schweiz): Ein Glockenspiel mit neun Glocken ist seit langer Zeit geplant.

- Leipzig: Für den Neuaufbau der Evangelisch-Lutherische Trinitatiskirche Leipzig wurden 1950 sechs Porzellanglocken für ein Geläut geliefert und eingebaut.[1] Die größte Glocke war 70 cm hoch. Am 4. Juni 1950 wurden Kirche und Porzellanglocken geweiht. Die Porzellanglocken wurden wieder abgenommen als man einige Bronzeglocken fand, die im Hamburger Glockenlager ihrem Kriegsschicksal entgangen waren.[22] Die sechs Glocken gingen dann zum Ostfriedhof Leipzig.

- Lindau (Bodensee): Für das Neue Rathaus am Bismarckplatz war bis zum Jahre 2003 ein Porzellanglockenspiel aus Meißen geplant, welches aber nicht realisiert wurde. Es wurde dagegen ein Glockenspiel aus Bronzeglocken installiert.[23]

- Meerane: An der Außenfassade eines Kindergartens befand sich ab 1971 ein Porzellanglockenspiel mit sieben Glocken, welches im Gesamtwerk Vier Jahreszeiten vom Gestalter als „Glockenblume“ dargestellt wurde. Die Spielmechanik war in den einzelnen Glocken eingebaut. Somit wurden diese von innen angeschlagen. Auf einer Stiftwalze waren zehn Kinderlieder programmiert. Die Glocken wurden oft durch Vandalismus zerstört, und man ersetzte sie durch weiße Glocken aus Plastik. Zur Installation der vorhandenen Porzellanglocken auf dem Dach vom Kindergarten kam es aus Kostengründen nicht.

- Meißen: Im Hof der Porzellanmanufaktur Meissen befand sich seit 1938 ein Porzellanglockenspiel mit 28 Glocken. Dieses Spiel gilt als verschollen. Um 1950 gab es in der Schauhalle der Manufaktur ein Schlagwerk mit vier Glocken. Aus Anlass der Feier „250 Jahre Meißner Porzellan“ wurde 1960 ein Spiel mit 42 Glocken im Werkhof der Manufaktur in Betrieb genommen. Die Glocken hingen in einem 11 Meter hohen Glockenturm. Im Zuge von Bauarbeiten in den siebziger Jahren hat man Turm und Glockenspiel abgebaut. Zur 275-Jahr-Feier 1985 sollte ein neues Porzellanglockenspiel in der Schauhalle aufgestellt werden; dieses Vorhaben wurde nicht verwirklicht.

- Münster: In Münster gab es seit 1964 ein Glockenspiel mit 18 Porzellanglocken am „Haus Schütte“, Alter Steinweg 3. Das Spiel konnte auch über einen Spieltisch bedient werden. Im Januar 2024 wurde es abgebaut und soll in ein Glockenmuseum kommen.[24]

- Nürnberg: Das Spiel bestand aus 25 Porzellanglocken und befand sich in der sogenannten „Kdf–Stadt“ (Kraft durch Freude) im Zusammenhang mit den dort abgehaltenen Reichsparteitagen. Im August 1942 wurde bei einem Nachtangriff der Alliierten der Glockenturm mit Spiel vernichtet.

- Rostock: 1994 gab es den Plan, ein Porzellanglockenspiel am Gebäude der damaligen Hauptstelle der Sparkasse Rostock am Rosengarten zu installieren. Die Rostocker Partnerstadt Bremen wollte das Vorhaben unterstützen und noch vorhandene Porzellanglocken zusammen mit der Sparkasse in Bremen stiften.

- Schwarzenberg/Erzgeb.: In den Krausswerken gab es 1938 eine Metall-Glocken-Pyramide mit 27 Porzellanglocken. Zum 50-jährigen Firmenjubiläum schmückte es den Festsaal. Später gingen diese Glocken in das Spiel von Raschau ein.

- Schwerin: Im Jahre 1985 geplant für das Rathaus der Stadt auf dem kleinen Markt. Später entschied man sich allerdings für ein Spiel mit Bronzeglocken.

### Mobile Porzellanglockenspiele
Auf besonderen Ausstellungen, Veranstaltungen und Messen kamen und kommen in Deutschland auch mobile Glockenspiele zum Einsatz. Sie waren oder sind demnach nur für die Dauer der jeweiligen Veranstaltung an einem bestimmten Ort. Nach den Veranstaltungen kamen die Glocken meist wieder in die Manufaktur Meißen zurück oder sie wurden mit anderen bestehenden Glockenspielen vereint. Solche aufgelösten Spiele wurden manchmal auch als „Ersatzteilspender“ für defekte Glockenspiele genutzt. Einige Orchester oder auch Solisten setzen Porzellanglockenspiele aus der Manufaktur Meißen als Schlaginstrumente ein.
- Berlin: Zur Ausstellung Wunder des Lebens im Jahre 1935, in den Ausstellungshallen am Kaiserdamm gab es ein Porzellanglockenspiel. Das Glockenspiel hatte 16 Porzellanglocken. Später kam es auf den Dönhoffplatz und gilt als zerstört.
  - Berlin: Für kurze Zeit war von 1969 bis 1971 im Kulturpark Plänterwald und Unter den Linden ein Porzellanglockenspiel aufgestellt. Es handelt sich dabei um das gleiche Spiel, welches auch auf dem Weihnachtsmarkt in Ostberlin aufgestellt war und heute als verschollen gilt.
- Dresden: Zur Dresdner Hygieneausstellung am Stübelplatz, im Jahre 1930, wurde ein Glockenspielturm am Pavillon des Dresdner Anzeigers errichtet. Die genaue Anzahl der dort eingebauten Porzellanglocken ist heute umstritten. Während Dokumente von 40 Porzellanglocken berichten, kann man auf Fotos 70 Glocken zählen. Einige der aufgehängten Glocken wurden allerdings nicht gespielt und dienten zur Präsentation und Schau. Geplant war das Spiel von zwanzig Liedern. Die Spieltechnik erfolgte pneumatisch über Papierrollen. Gespielt wurde über eine Fernwahlvorrichtung oder über eine Klaviatur. Erstmals konnte auf einem Glockenspiel forte und piano gespielt werden. Die Turmuhrenfabrik Zachariä aus Leipzig stellte das Spielwerk her.[25] Nach der Ausstellung wurde das Gebäude wieder abgebaut. Der Verbleib der Glocken ist ungeklärt.
- Niederau: Ein Porzellanglockenspiel mit 24 Glocken befindet sich bei der Firma Turmuhrenbau Ferner. Es wurde auf Messen, wie zum Beispiel auf der Gloria 2014 gezeigt und vorgeführt.
- Raschau-Markersbach: Das private Glockenspiel besteht aus 26 Glocken nebst Spieltisch mit Klaviatur. Es kann verpackt und transportiert werden.

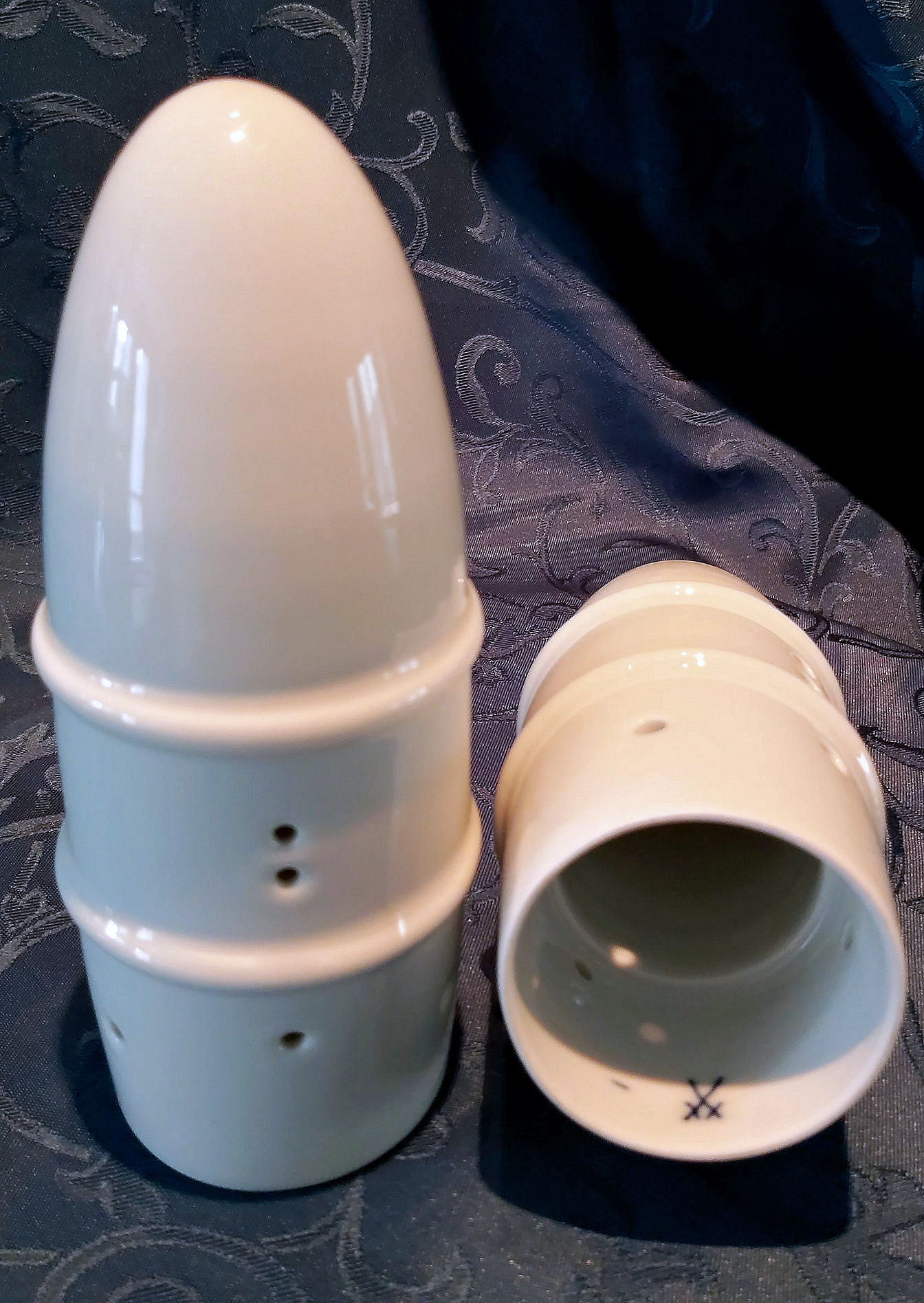
Magnethülsen für ein Porzellanglockenspiel aus Meißen

### Unauffindbare Porzellanglockenspiele
Nach der deutschen Wiedervereinigung gelten einige Spiele als verschollen oder sind nicht mehr auffindbar. Meist handelt es sich dabei um mobile Glockenspiele.
- Berlin: Auf dem Weihnachtsmarkt in Ost-Berlin gab es ab 1955 ein Porzellanglockenspiel mit 13, später mit 25 weißen Glocken. Eigentümer war der Magistrat von Ostberlin. Es war etwas erhöht über den Köpfen der Besucher und meist in einer Turmkulisse untergebracht. Das Spiel war über eine Klaviatur spielbar. Zuerst war es auf dem Weihnachtsmarkt am Marx-Engels-Platz, danach Stalinallee und später Karl-Marx-Allee aufgestellt. Danach bis 1989 auf dem Weihnachtsmarkt am Alexanderplatz. Mit dem Spiel wurde jedes Jahr die Weihnachtszeit symbolisch eingeläutet und zweimal täglich kletterte dazu ein Glöckner in den Turm und spielte Weihnachtslieder. Das Glockenspiel war im Sommer zeitweise im Kulturpark Berlin und Unter den Linden aufgestellt, sonst lagerte es in Leipzig und war 1989 letztmals auf dem Ostberliner Weihnachtsmarkt zu hören. Seit 1990 erklang das Glockenspiel auf einen Berliner Weihnachtsmarkt nicht mehr. Trotz intensiver Recherche ist der Verbleib des Porzellanglockenspiels bisher unbekannt geblieben.
  - Berlin: Die Kammer für Außenhandel der DDR beschaffte um 1964 ein transportables Porzellanglockenspiel. Zuerst war es nur ein Spiel mit 18 Glocken, das am Stand der DDR auf internationalen Messen betrieben wurde. Ab 1966 erweiterte man das Spiel auf 24 Porzellanglocken. Zu sehen war das Glockenspiel zum Beispiel im Jahre 1965 in Wien, 1966 in Budapest und Helsinki und 1967 in Bari, Paris und Wien. Es folgten noch weitere Einsätze auf Messen im Ausland. Je nach Messeort wechselten die Kulissen, und dazu wurden die Glocken anders angeordnet. Die Kammer wurde im August 1990 aufgelöst. Der Verbleib des Porzellanglockenspiels ist bisher unbekannt geblieben.
- Dresden: Ab 1945 fand für einige Jahre in der Vorweihnachtszeit eine Weihnachtsmesse statt, die meist in der „Nordhalle“ abgehalten wurde. Während der Weihnachtsmessen erklang ein Porzellanglockenspiel mit sechs Glocken, die in einer weihnachtlichen Kulisse eingebaut waren. Ab 1954 war das Glockenspiel mit sechs Glocken in einer Pyramide auf dem Dresdner Striezelmarkt über mehrere Jahre zu sehen. Der Verbleib der Glocken ist trotz intensiver Recherche bisher unbekannt geblieben.
- In der ZDF-Sendung „Bares für Rares“, Ausstrahlung vom 12. Februar 2018, wurden von einem Anbieter aus Kassel drei weiße Porzellanteile, aus der Porzellanmanufaktur Meißen vorgelegt. Der Kunsthändler Sven Deutschmanek bezeichnete die drei Teile als keramische Isolatoren aus Meißner Porzellan, die dort in der Zeit ab 1934 hergestellt wurden.[26] Alle drei Teile sind dann in der Sendung vom Antikhändler Walter Lehnertz für 100 Euro ersteigert worden. Die Einschätzung sowie die Benennung als Isolatoren ist aber völlig falsch, auch die angebliche Herstellungszeit sowie weitere dazu erklärte Details stimmen nicht. Es handelte sich bei den drei Porzellangegenständen aus Meißner Porzellan vielmehr um eine Spezialanfertigung der Manufaktur für Porzellanglockenspiele. In die hohlen solcher in Fachkreisen Magnethülsen genannten Körper wird die Technik vom Magnethammer, der nach Einbau im Spiel die Porzellanglocke anschlägt, eingebaut. Der abgerundete Teil dient dabei dem Wetterschutz und die kleinen Löcher dienen der Befestigung. Damit gehören diese drei Teile zur Spielmechanik eines Porzellanglockenspiels, was nun auch von der Manufaktur in Meißen bestätigt wurde. Da diese Spezialteile nicht frei erhältlich sind, könnte es sich durchaus um Teile aus den drei seit 1990 verschwundenen Porzellanglockenspielen aus Dresden und Berlin handeln, was wiederum eine Straftat vermuten lässt. Es könnte demnach eine heiße Spur sein, so ein Porzellanexperte.[27][28]
- Das ZDF hat Anfang Mai 2019 das Video mit dem Verkauf der drei Porzellanteile bei Youtube und von der eigenen ZDF-Mediathek, inklusive den Diskussionen dazu, kommentarlos gelöscht. Journalisten und Pressevertreter sowie Freunde der Porzellanglockenspiele kritisieren nun das ZDF, da es von dort trotz Presseanfragen keinerlei Antwort gibt. Man verlangt nun endlich eine Stellungnahme und droht mit Strafanzeige gegen den Sender.[29]
- Im Jahre 2022 konnten zwei von den ursprünglich drei in der Sendung verkauften Magnethülsen endlich gesichert werden. Ein Sammler hatte die beiden Magnethülsen als Isolatoren beim Antikhändler Walter Lehnertz angekauft. Als der Käufer später erfuhr, dass es in Wirklichkeit Teile für ein Porzellanglockenspiel sind, übergab er beide einem Journalisten, der seit 2018 versucht, Licht in die Angelegenheit zu bringen. Die dritte Magnethülse blieb dagegen verschwunden.

## Porzellanglockenspiele in Europa

### Finnland
- Pyhäjärvi (Stadt): In einem privat betriebenen Glockenmuseum gibt es seit 1989 ein Porzellanglockenspiel aus der Manufaktur Meißen mit 26 Glocken. Das Museum dient gleichzeitig als Raststätte und an jedem Tisch ist ein Glockenspiel angebracht; dabei ist das Spiel aus Meißen das einzige aus Porzellan. Die einzelnen Glocken werden von innen angeschlagen, was selten ist. Das elektronisch gesteuerte Spiel intoniert finnische und deutsche Volkslieder.

### Italien
- Bruneck: Porzellanglockenspiel in der Südtiroler Stadt Bruneck (Brunico), am Haus Stadtgasse (Via Centrale) 19. An der Hausfassade der Firma Schönhuber wurde zum 750-jährigen Stadtjubiläum im Jahre 2006 ein Glockenspiel mit 14 Glocken aus Meißner Porzellan installiert.

### Österreich
- Gmunden: In der dritten Loggia im Rathaus der Stadt gibt es seit 1958 ein Porzellanglockenspiel aus Meißen mit 19 Glocken. Eingeweiht wurde das Spiel am 11. Mai 1958. Ungewöhnlich für Meißner Porzellanglocken ist das grüngeflammte Gmunder Dekor auf der Schauseite. Im Jahre 1993 wurde das Spiel auf 24 Porzellanglocken erweitert. Dazu wurde auch ein Spieltisch angeschafft, um das Spiel auch manuell über Klaviatur zu betreiben. In den Wintermonaten erklingt das Spiel nicht.

## Porzellanglockenspiele außerhalb Europas

### Japan
- Arita (Saga): An der Giebelseite, im Garten vom Kyushu-Porzellanmuseum, hängt seit 1984 ein Porzellanglockenspiel aus Meißen, mit 25 Glocken. Es war ein Geschenk der DDR und intonierte damals auch die Nationalhymne der DDR. Heute wird die Deutsche Nationalhymne intoniert. Seit 1986 werden zusätzlich abwechselnd insgesamt 16 japanische und deutsche Volkslieder gespielt. Dieses Spiel ist das erste Glockenspiel aus der Manufaktur Meißen, dass den mitteleuropäischen Raum verließ.

- Yokohama: Porzellanglockenspiel und Orgel mit 40 Glocken. Seit 2007. Diese Kombination wurde eigens für ein neues großes Einkaufszentrum in Yokohama konzipiert und gebaut. Die 40 Glocken und 49 Pfeifen ertönen seit der feierlichen Eröffnung des Einkaufszentrums Lalaport Mall im Jahre 2007.